# Vancouver
Vancouver (anglicky  vænˈkuːvər) je přístavní město v jihozápadní části kanadské provincie Britská Kolumbie, největší metropolitní centrum v západní Kanadě a třetí největší v celé Kanadě. Okolo města se rozkládá Regionální okres Metro Vancouver, který náleží do většího celku obecně známého jako Lower Mainland. Vancouverský přístav vykazuje největší objem přepravy v celé Severní Americe. Po Hollywoodu a New Yorku je Vancouver třetím největším centrem filmové produkce v Severní Americe, občas je označovaný jako Hollywood severu. Vancouver hostil XXI. zimní olympijské hry.
Vancouver leží v údolí řeky Fraser u Tichého oceánu, mezi úžinou Strait of Georgia a pohořím Coast Mountains. Město v 60. letech 19. století založili přistěhovalci. Rychlým tempem se z malé osady stalo velkoměsto. Přístav nabyl mezinárodního významu po dokončení Panamského průplavu. V roce 1986 mělo město 431 147 obyvatel (aglomerace 1,51 miliónu), a roku 2006 587 891 (aglomerace 2 180 737). Rozloha města je 114,67 km² (aglomerace 2 878,52  km²). Město rychle roste a odhaduje se, že počet obyvatel v metropolitní oblasti dosáhne v roce 2020 hranici 2,6 milionu. Vancouver spadá do pacifického časového pásma (UTC-8).
Je třeba upozornit, že město Vancouver neleží na ostrově Vancouver. Obojí nese jméno po kapitánovi Královského námořnictva Georgi Vancouverovi, jenž zde prováděl průzkum v roce 1792. Kromě kanadského Vancouveru existuje i město stejného jména v USA ve státě Washington.

## Historie
Podle archeologických vykopávek je možné první osídlení oblasti datovat do období 2 500 až 7 000 př. n. l. Jako první Evropan pobřeží prozkoumal v roce 1791 španělský mořeplavec José María Narváez. O rok později ho následoval George Vancouver. Přistál v zálivu, jemuž dal britské jméno Burrard. Simon Fraser, průzkumník a obchodník Severozápadní společnosti byl první Evropan, který stál na místě dnešního Vancouveru. V roce 1808 splavil řeku Fraser až po West Point Grey, nedaleko místa, kde se dnes nachází Univerzita Britské Kolumbie.
V roce 1861 přivedla Sobí zlatá horečka více než 25 000 mužů k ústí řeky Fraser a položila zde základ trvalého osídlení. Bylo založené v roce 1862 na farmě McLeary u břehu řeky Fraser. Pila postavená v Moodywille (nyní North Vancouver) položila základy dřevozpracujícímu průmyslu, který se rychle rozvíjel se stavbou dalších cest na jižním břehu a v okolí zátoky patřící kapitánu Edwardu Stampovi. Stamp začal těžit dřevo v okolí města Port Alberni. Pokoušel se postavit mlýn v Brockton Pointu, na místě, kde dnes stojí maják ve východní části Stanley parku, avšak silné vodní proudy a útesy ho nakonec donutily postavit mlýn na Gore Street, které se stalo známe jako Hastings Mill. Okolo mlýna postupně vznikalo centrum dnešního Vancouveru. S příchodem Kanadské pacifické železnice v roce 1880 začal jeho význam postupně klesat. Nadále však zůstal důležitou součástí města až do jeho uzavření ve 20. letech 20. století. Další z osad, Gastown, se rychle rozrostla roku 1867 v okolí hospody, jenž za příslib whisky, kterou zvládnou vypít na jedno posezení, postavil dohromady s dělníky z mlýna a s námořníky John Deighton. Roku 1870 vláda provincie Britská Kolumbie rozhodla o založení města přejmenované na Granville. Toto město bylo společně s jeho přístavem později vybrané jako konečná stanice pro Kanadskou Pacifickou železnici.

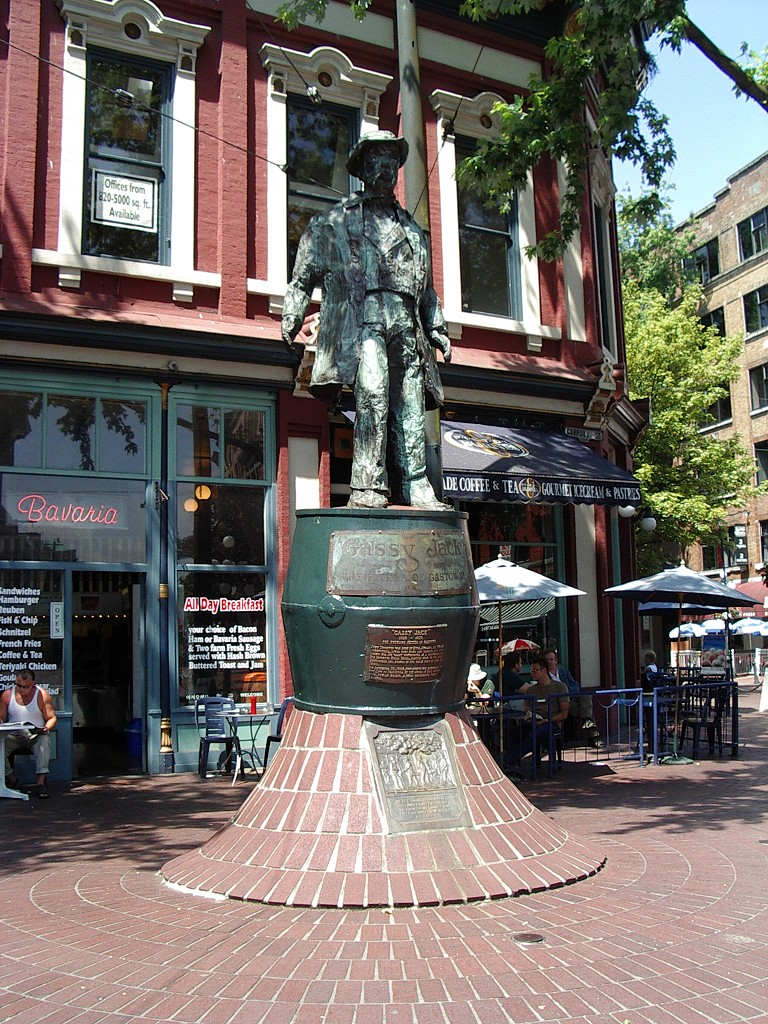
Socha Gassy Jacka v historické čtvrti Gastown

Město Vancouver oficiálně vzniklo zápisem do registru jako městská samospráva 6. května 1886. Ve stejný rok do města dorazila Transkontinentální železnice. Jméno města vybral prezident Kanadské pacifické železnice (CPR) William Cornelius Van Horne.
13. června 1886, vypukl velký požár a celé město lehlo popelem. Přesto se Vancouver z této tragédie rychle vzpamatoval a ještě v tom samém roce byla založená i první městská požární stanice. Z osady čítající pouze 1 000 obyvatel se Vancouver do konce 19. století rozrostl na 20 000 a do roku 1911 až na 100 000 obyvatel.

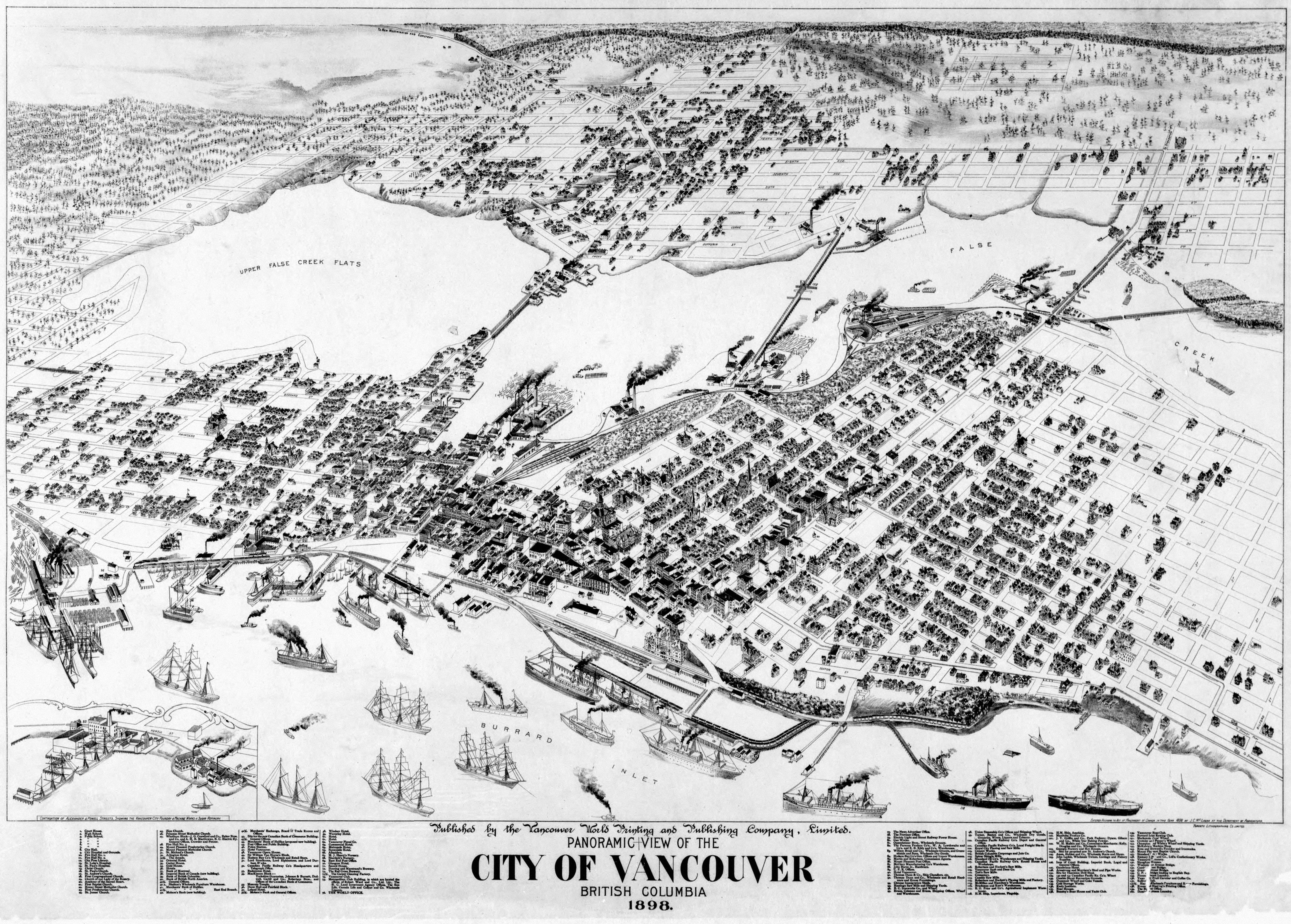
Vancouver v roce 1898

Ekonomika města velmi závisela na velkých firmách, jako například Severozápadní společnost a Kanadská pacifická železnice, ty měly prostředky na rychlý rozvoj Vancouveru a jeho okolí. Vzniklo sice několik továren, avšak hlavním průmyslem zůstala těžba dřeva a komerční přeprava pasažérů a výrobků.
V období po první světové válce, během Velké hospodářské krize došlo ve Vancouveru k velkým nepokojům a stávkám vedeným hlavně členy komunistické strany. V roce 1935 nepokoje vyvrcholily. Přes 1 600 stávkujících zaplavilo ulice města na protest proti podmínkám v táborech, které spravovala armáda ve vzdálených oblastech celé západní Kanady. Po dvou měsících násilných protestů obrátili stávkující svůj hněv na federální vládu v Ottawě a rozhodli se odcestovat na východ, aby tam oznámili svoje požadavky. Mezi další společenské hnutí této doby patřilo feministické hnutí a Svaz křesťanských žen požadující zákaz pití a distribuce alkoholu. Tvrdili, že alkohol je droga, která ničí rodinný život a podporuje zločinnost. Prohibice začala v Kanadě po konci první světové války a trvala až do roku 1921, kdy federální vláda převzala kontrolu nad prodejem alkoholu trvající dodnes.
První kanadský protidrogový zákon byl schválen po nepokojích, které vypukly po tom, co Liga za vyloučení Azijců (sdružení ze začátku 20. století, jež chtělo zabránit lidem z oblasti východní Asie v příchodu do Kanady a USA) vyvolala výtržnosti ve čtvrtích Chinatown a Japantown. Při vyšetřovaní násilností se zjistilo, že dva z poškozených byli výrobci opia a že bělošky byly spolu s Číňany častými návštěvníky kouření opia. Na základě těchto odhalení zákonodárci schválili federální zákon zakazující výrobu, prodej a distribuci opia k jiným než lékařským účelům.
Sloučení s Point Grey a Jižním Vancouverem dalo městu finální podobu a díky němu se Vancouver stal třetí největší metropolí v zemi. K 1. lednu 1929 měl rozšířený Vancouver přes 228 000 obyvatel a rozprostíral se na celém poloostrově Burrard od řeky Fraser až k zálivu Burrard.

## Přírodní poměry
Vancouver leží na ploše 114,67 km². Terén tvoří nížiny i pahorkatiny. Od přímého vlivu Tichého oceánu ho chrání ostrov Vancouver, s oceánem je spojen úžinou Strait of Georgia. Město samotné se rozkládá na poloostrově Burrard, jenž leží mezi fjordem Burrard na severu a ústím řeky Fraser na jihu.
K městu patří i třetí největší městský park v Severní Americe, Stanley Park. Park zabírá plochu přes 400 hektarů, jeho velká část je zalesněná půl milionem stromů, z nichž jsou některé staré stovky let a dosahují výšky až 76 metrů. Park přiláká každoročně okolo osmi milionů návštěvníků, turistů i domorodců.

Park královny Alžběty

Na obzoru města dominuje pohoří North Shore. Při dobré viditelnosti lze na obzoru spatřit stratovulkán Mount Baker (3 285 m) nacházející se na jihovýchod od Vancouveru, již v USA ve státě Washington. Dále lze vidět ostrov Vancouver na západě a pobřeží Sunshine Coast na severozápadě.
Klimatické podmínky jsou na kanadské poměry nezvykle mírné. Vancouver má oceánské klima ohřívané teplým Severním tichomořským proudem. Letní měsíce jsou slunečné s příjemnými teplotami, v červenci a srpnu se průměrná denní teplota pohybuje okolo 22 °C. V lednu okolo 8 °C Celodenní mrazy a sněžení bývají zřídka. Průměrné množství srážek se za rok pohybuje okolo 1 219 mm. Na severním úpatí hor však naprší ročně přes 2 000 mm. Nejčastější výskyt srážek bývá mezi říjnem a začátkem dubna.
Ve Vancouveru a okolí rostou stromy a rostliny především deštných lesů mírného pásu. Skládají se z jehličnanů a smíšených skupin javorů a olší. Mezi typické jehličnany rostoucí v oblasti patří smrk sitka, zerav obrovský, jedlovec západní, douglaska tisolistá. Lesy této oblasti se vyznačují největší koncentrací vysokých stromů na celém pobřeží Britské Kolumbie. Jen v zátoce Elliott Bay v Seattlu je možné stromy porovnávat, co se výšky týče, s těmi ve fjordu Burrard a zátoce English Bay. Největší stromy se dříve vyskytovaly v oblasti dnešního Gastownu, místa, kde těžba dřeva začala nejdříve a na jižních březích zátok False Creek a English Bay, zejména v okolí pláže Jericho Beach. Les ve Stanley Parku je většinou druhé a třetí generace, existují zde ještě důkazy požívání starých technik těžby dřeva. Například zářezy ve stromech po používání desek, které se do nich vrážely. Dřevorubec na nich stál, a tak mohl strom uřezat ve větší výšce, kde byl kmen užší. V různých částech okresu West Vancouver roste Arbutus menziesii. Mnoho rostlinných druhu dovezli kolonisté z jiných světadílů, nejvíce pak z východní Asie. Například různé druhy palem, blahočet chilský, javor dlanitolistý, azalky. Od 30. let 19. století začala výsadba třešní pilovitých neboli sakur.

## Obyvatelstvo
Vancouver se také nazývá město čtvrtí z důvodu velké etnické různorodosti jeho obyvatel. Obyvatelé původem z Británie tvoří historicky největší etnickou skupinu ve městě. Prvky anglické kultury a společnosti jsou v některých oblastech Vancouveru velmi výrazné, a to zejména v South Granville a Kerrisdale.

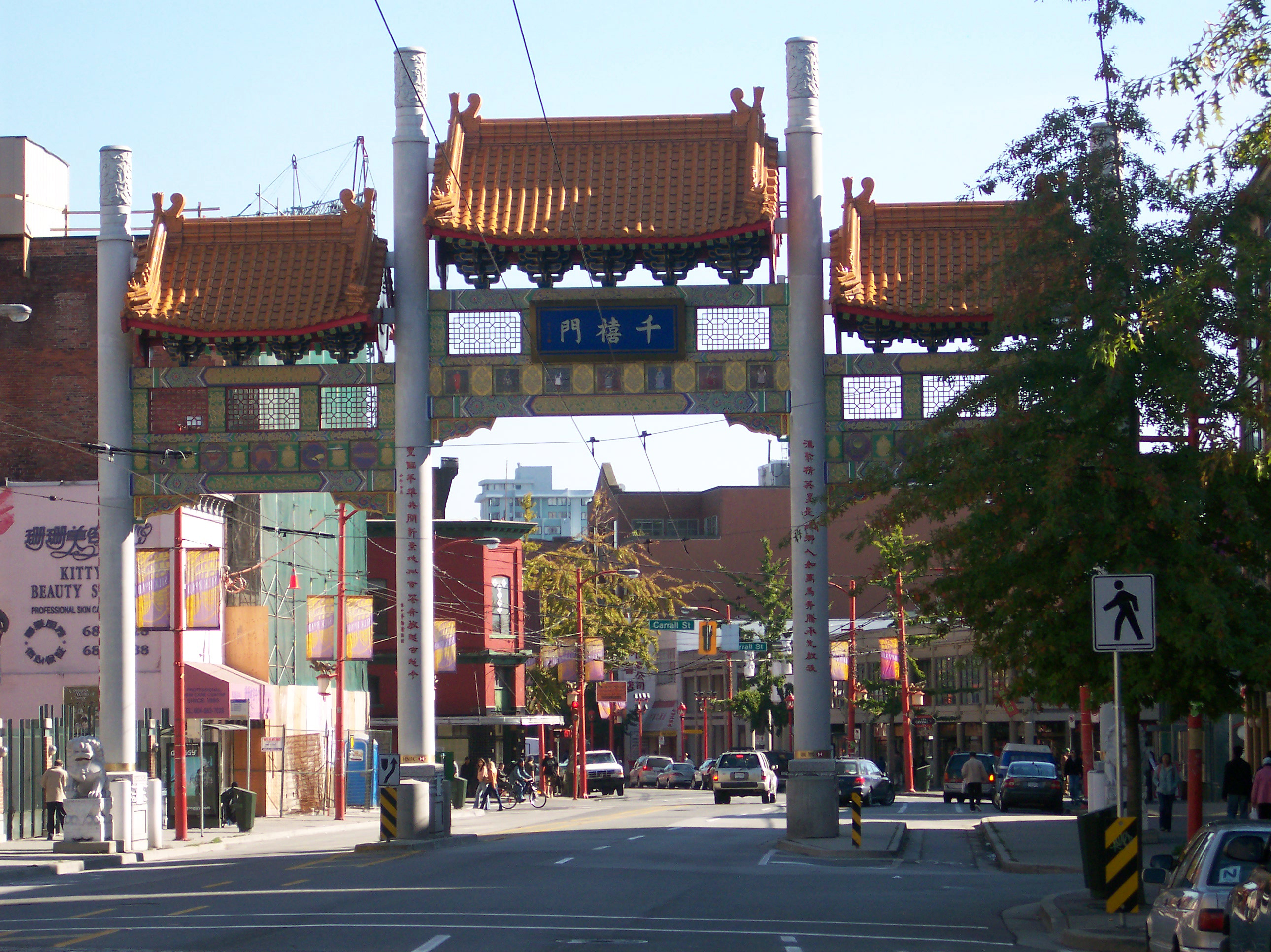
Millennium gate v Chinatownu

Číňané představují druhou nejviditelnější skupinu, město má jednu z nejrozšířenějších komunit hovořící čínskými jazyky v celé Severní Americe. Mezi další městské čtvrti se zastoupením etnických menšin patří Little Italy, Japantown, Greektown a Punjabi Market (někdy označovaný i jako Little India). Mezi asijská etnika ve Vancouveru patří také Vietnamci, Filipínci, Kambodžané, Korejci a Japonci.

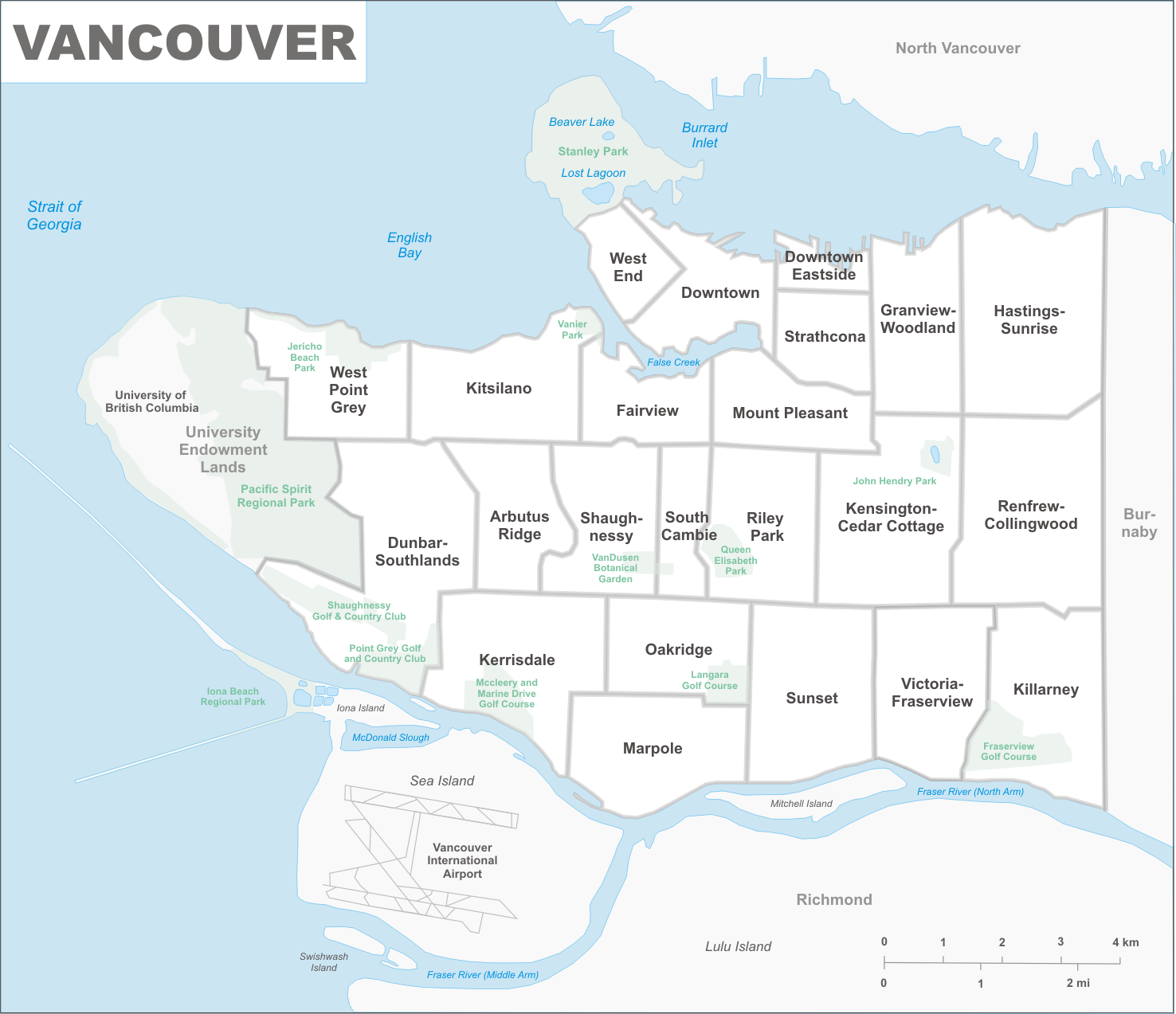
Čtvrti Vancouveru

Hodně emigrantů z Hongkongu si vybralo Vancouver za svůj domov po připojení této bývalé britské kolonie k Číně. Tím pokračovali v tradici přistěhovalectví z celého světa, v důsledku kterého je Vancouver po Torontu druhou nejpopulárnější destinací pro emigranty v Kanadě. Po přívalu emigrantů z Hongkongu jsou největší etnickou skupinou ve městě (kromě Britů) Němci, následovaní Ukrajinci, Italy, Skandinávci a Východoevropany. Ve městě i v metropolitní oblasti se také nachází početná skupina původních obyvatel – indiánských kmenů, v Kanadě nazývaných jako První národy. Ve Vancouveru se vytvořila nejpočetnější komunita původních obyvatel v celé provincii Britská Kolumbie.
I když občas dochází k incidentům s rasovým podtextem, rasové a etnické soužití je na velmi vysoké úrovni. Projevuje se to například relativně vysokým počtem smíšených manželství, smíšené páry jsou běžným jevem v jednotlivých čtvrtích. Rovněž oba tradiční čínské svátky Duanwu Festival, někdy nazývaný Festival dračích člunů, který se slaví v pátém dni pátého měsíce čínského kalendáře, a čínský Nový rok, který trvá od 1. až do 15. dne prvního měsíce v čínském lunárním kalendáři, oslavují všechny etnické skupiny dohromady.
Architekti se v 50. a 60. letech rozhodli podpořit stavbu vyšších obytných domů ve West Endu a v Downtownu, výsledkem čehož vzniklo kompaktní jádro města, přizpůsobené veřejné dopravě, chodcům a cyklistům. Hustota zalidnění se v Downtownu podle sčítaní lidu v roce 2001 pohybuje okolo 121 obyvatel na hektar. Radnice pokračuje v politice zvyšování hustoty obyvatelstva s cílem zamezit nekontrolovanému rozšiřování města.
| Rok  | Populace |
| ---- | -------- |
| 1891 | 13 709   |
| 1901 | 26 133   |
| 1911 | 100 401  |
| 1921 | 117 217  |
| 1931 | 246 593  |
| 1941 | 275 353  |
| 1951 | 344 833  |
| 1961 | 384 522  |
| 1966 | 410 375  |

| Rok  | Populace |
| ---- | -------- |
| 1971 | 426 256  |
| 1976 | 410 188  |
| 1981 | 414 281  |
| 1986 | 431 147  |
| 1991 | 471 644  |
| 1996 | 514 008  |
| 2001 | 545 671  |
| 2006 | 578 041  |

## Ekonomika
Díky poloze města na pobřeží Tichého oceánu a tomu, že je posledním městem na trase Kanadské transkontinentální dálnice a železnice, patří Vancouver mezi největší průmyslová centra v zemi.

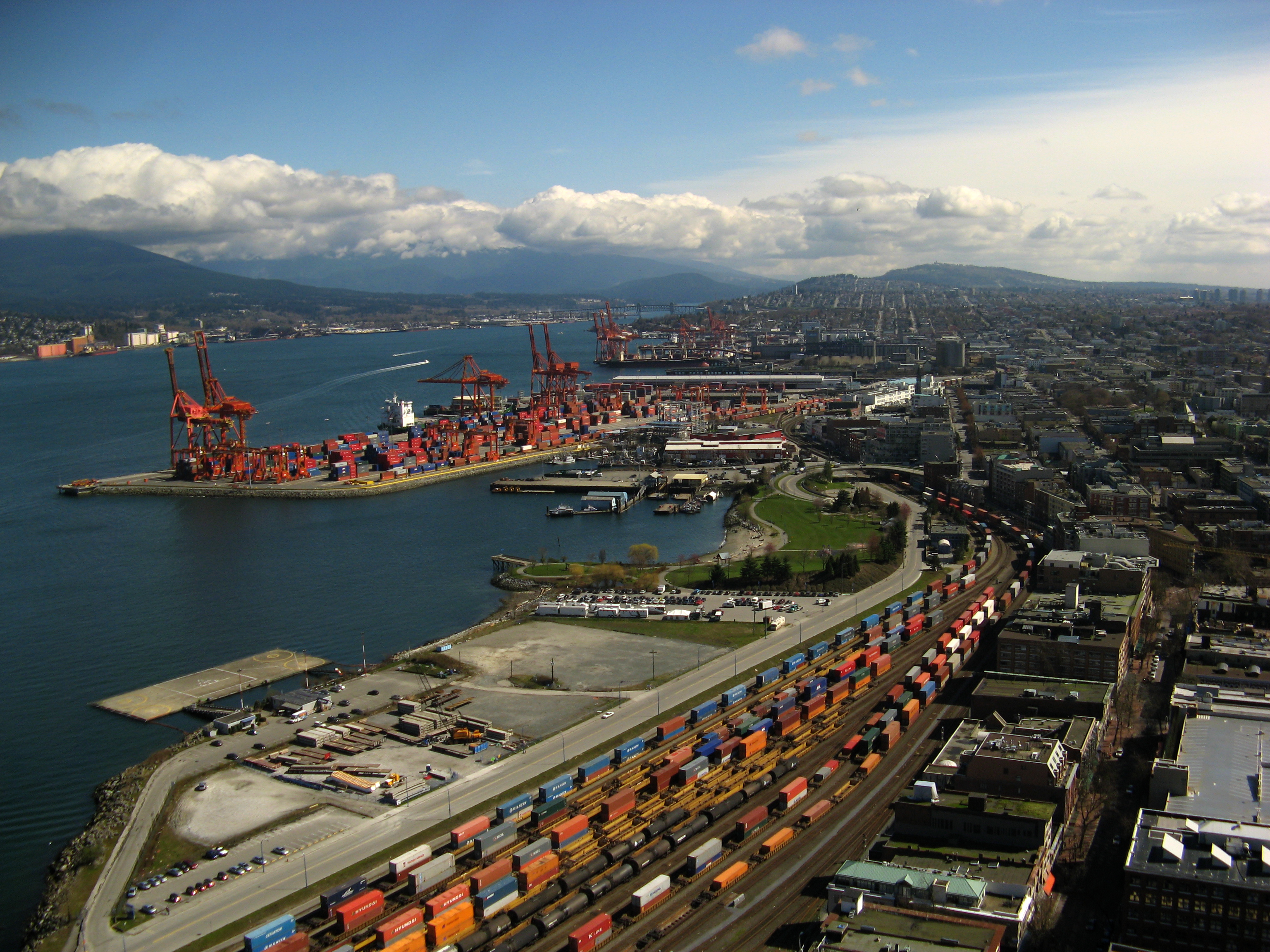
Port of Vancouver

Přístav Port of Vancouver (kód CXH), jeden z největších přístavů v Kanadě přepraví ročně do 90 zemí výrobky v hodnotě převyšující 43 miliard Kanadských dolarů (CAD). Přístav vytváří 4 miliardy dolarů pro kanadský hrubý domácí produkt a 8,9 miliard dolarů v exportu. Dále je Vancouver hlavním centrem kanadského dřevozpracujícího průmyslu a hornictví.

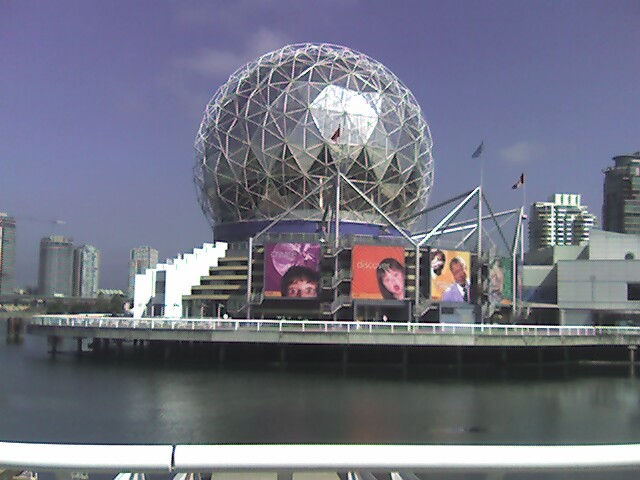
Science World

Za poslední dekádu se Vancouver stal důležitým centrem softwarového, filmového a biotechnologického průmyslu.
Město a jeho okolí patří k oblíbeným turistickým destinacím. Turisté často navštěvují Stanley Park, Park Královny Alžběty a další parky, hory, oceán, zahrady a hluboké lesy vyzdvihující se po úpatí hor. Značný počet parků, pláží, nábřeží a vrcholků hor spolu s jeho multikulturním a multietnickým charakterem vytvářejí jedinečný charakter města.
Výletní lodě v přístavu přepraví přes milion pasažérů ročně. Ti cestují hlavně na sever na Aljašku, podél pobřeží Britské Kolumbie a na jih do USA, do státu Washington.
Popularita města si vybírá svoji daň. Vancouver je drahé město s nejvyššími cenami bytů v Kanadě. Cena průměrného dvojpodlažního domu se pohybuje na úrovni 988 500 CAD, což je více než dvojnásobek v porovnání s cenou 489 889 CAD v Torontu a 411 456 CAD v Calgary, druhým a třetím nejdražším městem (v cenách nemovitostí) v Kanadě. Radnice přijala několik plánů na snížení cen nemovitostí, například podporu stavby družstevních bytů, kontrolu plánované výstavby a upřednostňování stavby výškových obytných budov.

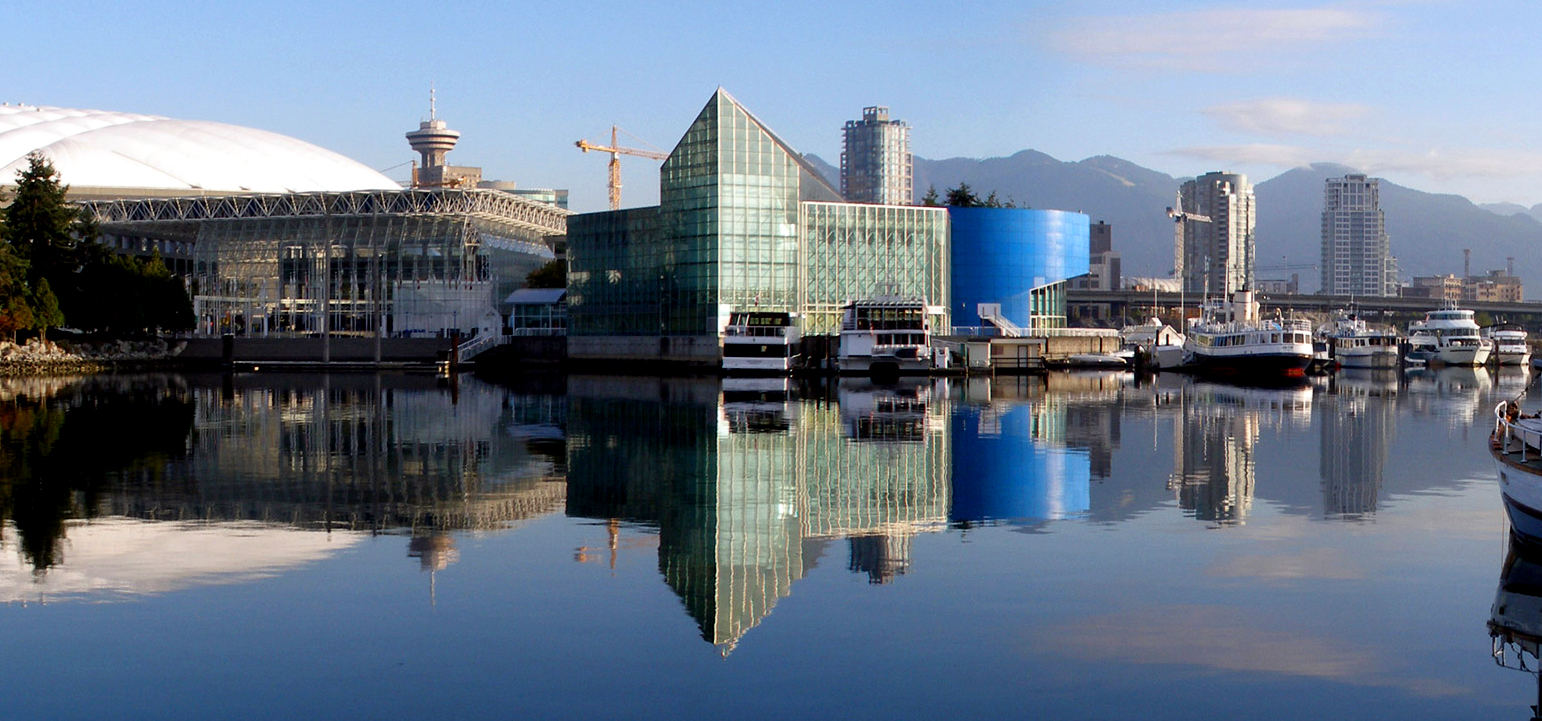
Plaza of Nations

Velký a neklesající zájem o stavbu družstevních výškových budov v centru města začal koncem 90. let. Financovaný byl převážně velkým přílivem kapitálu emigrantů z Hongkongu, kteří odešli před jeho připojením k Číně. Výškové obytné budovy z toho období dnes dominují centru města v oblastech Yaletown a Coal Harbour. Menší skupiny se nacházejí v okolí stanic nadzemního metra SkyTrain ve východní části města.
Vancouver se trvale umísťuje na prvních pěti místech v žebříčku měst podle kvality života. Roku 2002 a 2005 bylo město dokonce na prvním místě v kvalitě života podle výzkumu provedeném Economist Intelligence Unit. Podobný výzkum prováděný Mercer Human Resource Consulting zařadil město na druhé místo v letech 2002 a 2003, a také na třetí místo v roce 2004. Za poslední čtyři roky byl Vancouver spolu se Salcburkem a Oslo na čele žebříčku Organizace spojených národů. V rámci Kanady a USA je ve své třídě také na prvním místě.
Vancouver hostil v roce 2010 XXI. Zimní olympijské hry, což mělo obrovský vliv na místní ekonomický rozvoj. V roce 1986 se ve Vancouveru uskutečnila další významná světová událost, Světová výstava – Expo. Navštívilo ho 20 111 578 lidí. Pro Expo bylo postaveno několik staveb vytvářející dnešní podobu města, jmenovitě veřejný dopravní systém SkyTrain, Plaza of Nations, Science World a Canada Place.

## Samospráva města
Vancouver spravuje Městská rada Vancouveru (Vancouver City Council). V radě zasedá deset členů, s devítičlenným školním výborem a sedmičlenným výborem pro správu parků. Všechny výbory a zastupitelstvo jsou voleny většinovým volebním systémem na tříleté období. 

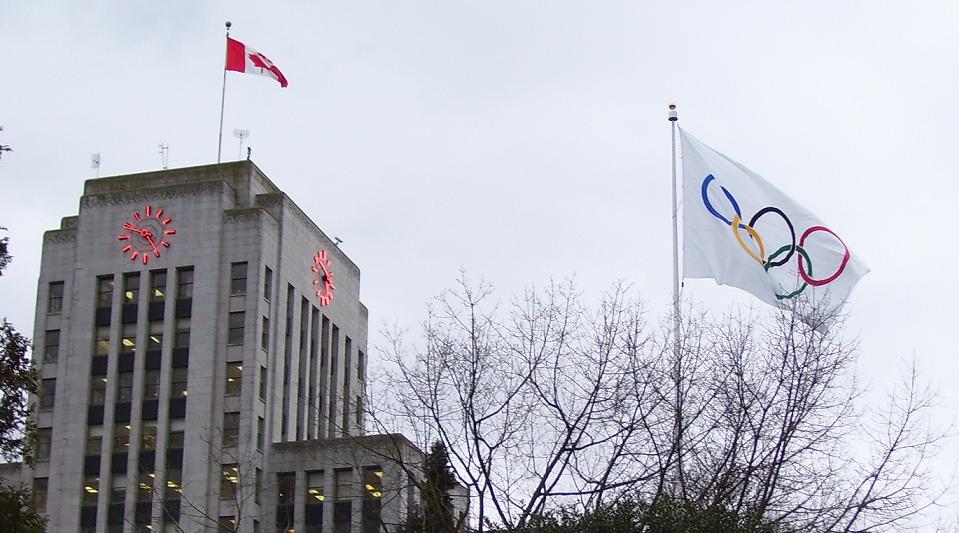
Budova městské radnice

Západní část města (west side), která je bohatší oproti východní, volí většinou konzervativní a liberální politické strany, zatímco východní část (east side) si vybírá strany z levicově orientovaného politického spektra. Tento jev se projevil i ve výsledcích samosprávních voleb v roku 2005 a ve federálních volbách v roce 2006. I když dochází k polarizaci politických názorů, v množství důležitých věcí umějí jednotlivé strany najít politický konsenzus.

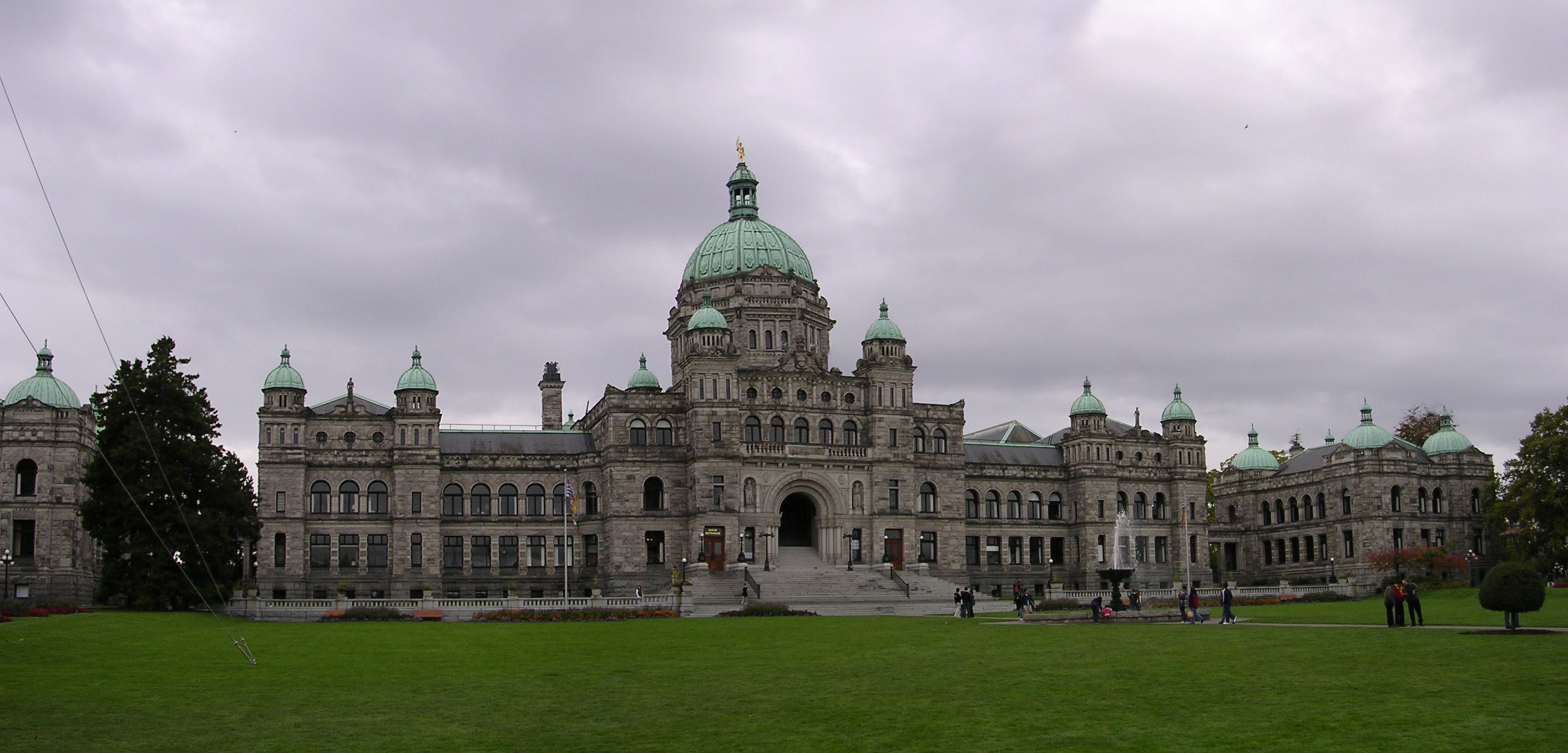
Parlament provincie Britská Kolumbie, Victorie, BC

 Ochrana městských parků a zeleně, rychlý rozvoj městské veřejné dopravy jako protiváha ke stavbě dálnic a zájem o veřejný rozvoj jsou hlavními tématy mající širokou podporu napříč politickým spektrem. V městských volbách 2005 byl zvolen do čela města Sam Sullivan, kandidát centristické NPA (Non-Partisan Association), jenž porazil Jima Greena z centristické strany VVA (Vision Vancouver). V městském zastupitelstvu zasedá pět členů za NPA, čtyři za VVN a jeden za levicovou COPE (Coalition of Progressive Electors). NPA má taktéž šest křesel ve školním výboru a pět ve výboru pro správu parků, zbytek křesel obsadila COPE. Bývalý starosta Larry Campbell se rozhodl nekandidovat a vzápětí byl jmenován do Kanadského senátu. V legislativním zastoupení provincie Britská Kolumbie reprezentuje Vancouver deset zástupců. Ve volbách v roce 2005 získala liberální BC Liberal Party a BC New Democratic Party každá pět křesel. V Kanadské Dolní sněmovně je Vancouver reprezentovaný pěti členy parlamentu. Ve federálních volbách v roce 2004 získala Liberal Party of Canada čtyři křesla a New Democratic Party jedno křeslo. Roku 2006 byli znovuzvolení ti samí zástupci města, avšak jeden člen liberálů se rozhodl přestoupit ke konzervativcům, takže nyní mají liberálové tři křesla a konzervativci a NDP po jednom.

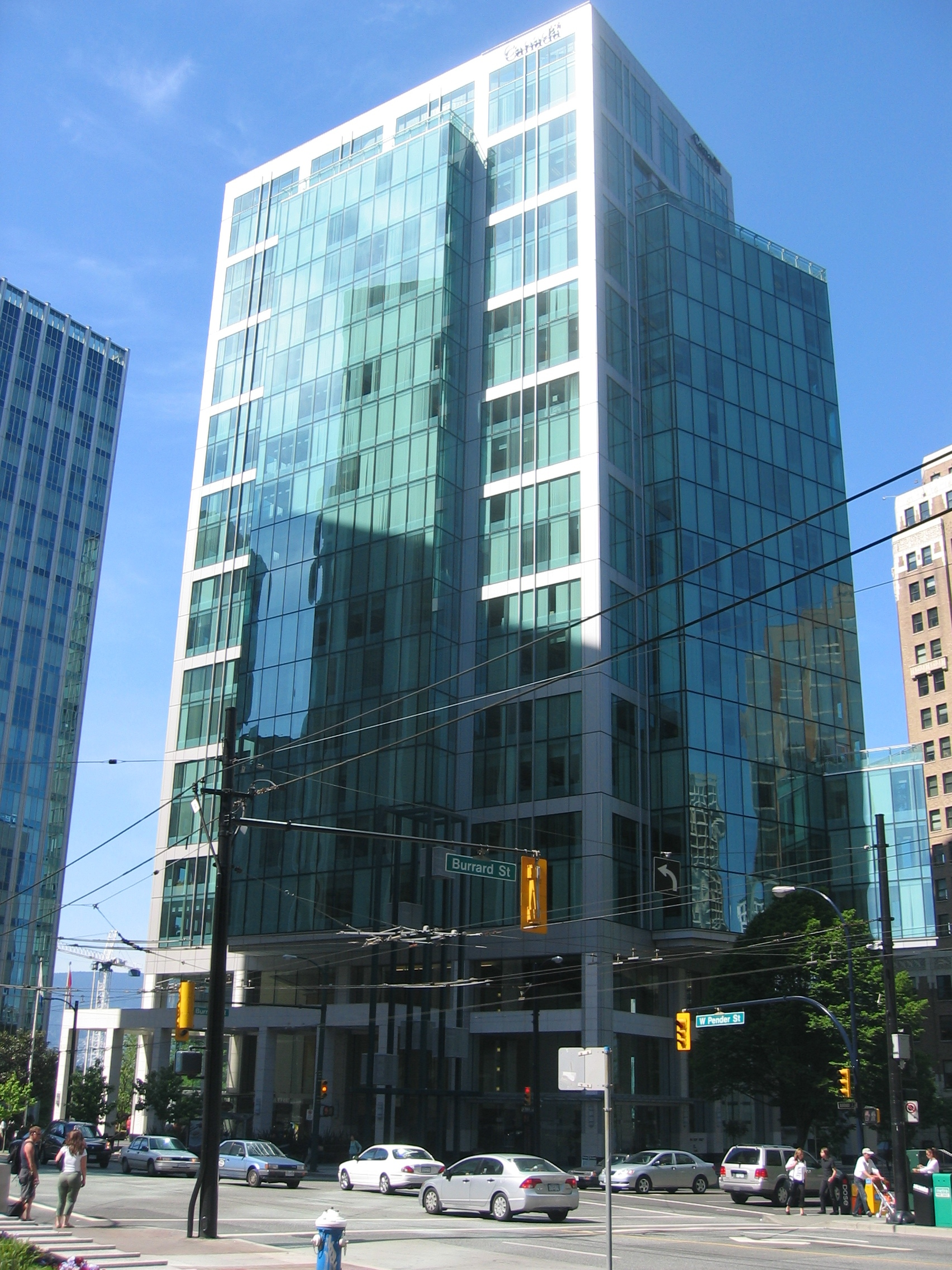
Budova kanadské vlády ve Vancouveru

Bývalého starostu Larryho Cabpbella lidé zvolili zčásti také pro jeho ochotu vyzkoušet alternativní způsoby boje proti drogám. Město si osvojilo čtyřbodovou protidrogovou strategii kombinující snížení zdravotního rizika (např. výměny jehel) s léčbou, postihem a prevencí. Tato strategie byla odezvou radnice na narůstající počet HIV pozitivních a nakažených uživatelů drog Hepatitidou typu C ve městské čtvrti Downtown Eastside. Tuto čtvrť charakterizuje značná chudoba, prostituce a obchod s drogami, což způsobilo nárůst epidemie AIDS v 90. letech. Zatímco většina oblasti Lower Mainland je pod správou Divize E Královské kanadské jízdní policie (RCMP), pořádek ve Vancouveru zajišťuje vlastní městská policie (stejně jako ve West Vancouver, Delta, New Westminster a Port Moody). Policie města Vancouver má 1174 členů a rozpočet bezmála 150 milionů CAD. K policii patří jednotka na kolech, jednotka psovodů, přístavní policie a jízdní policie, používaná hlavně na kontrolu Stanley Parku a příležitostně i ve čtvrtích Downtown Eastside a West End.
 V roce 2005 vznikla dopravní policie metropolitní oblasti Greater Vancouver Transportation Authority Police Service (GVTAPS) s plnou policejní pravomocí a o rok později se zformovala i protiteroristická jednotka.
 Celkový počet spáchaných trestních činů ve Vancouveru stejně jako v celé Kanadě v posledním období značně klesl. Výjimku tvoří páchání drobných majetkových trestních činů v některých problematických částech města, v nich se Vancouver řadí mezi nejvíce postižená severoamerická města.

## Doprava

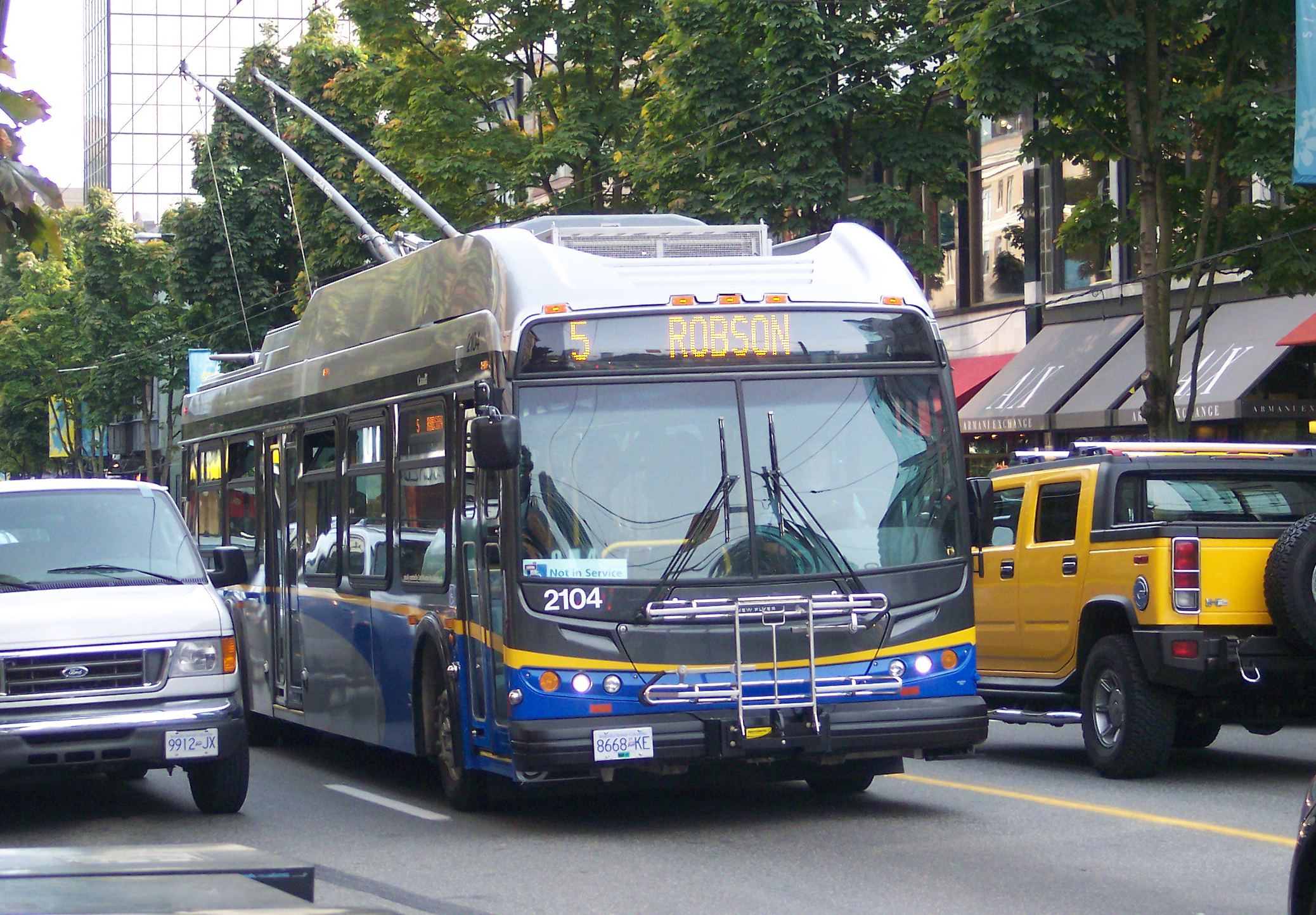
Trolejbus ve Vancouveru na trase Robson / Downtown

Tramvajový dopravní systém vznikl v roce 1890 a směřoval z mostu Granville Street na Westminster Avenue (nynější Main Street). O rok později začala společnost Westminster and Vancouver Tramway Company provozovat první kanadskou meziměstskou linku, což napomohlo rozvoji okrajových čtvrtí.

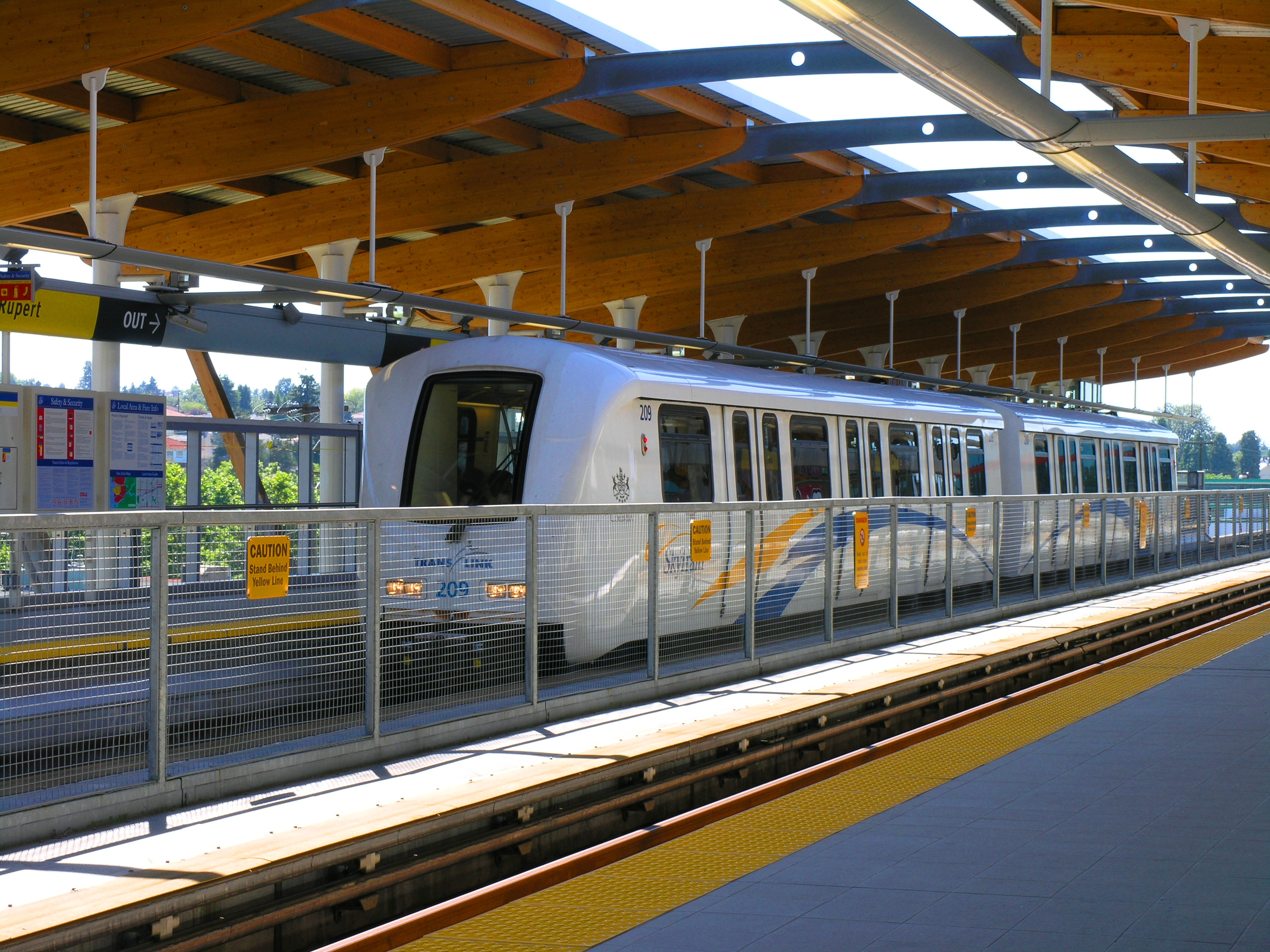
Souprava lehkého metra SkyTrain na zastávce Ruppert station

Do roku 1958 fungovala ve Vancouveru městská a meziměstská železnice, kterou později nahradily městské autobusy.
Městské zastupitelstvo v rámci plánu dlouhodobého rozvoje města rozhodlo v 80. letech zakázat stavbu dalších dálnic. Jediná dálnice v městském obvodě je Highway one procházející přes východní okraj města.
TransLink, síť městské hromadné dopravy zodpovídá za veřejnou dopravu v metropolitní oblasti. Provozuje veřejnou autobusovou a trolejbusovou síť, rychlou autobusovou síť B-Line, osobní trajektovou dopravu známou jako SeaBus, veřejnou železnici West Coast Express a tři linky, Expo line, Millennium line a nově Canada line (otevřena 17. srpna 2009, linka spojuje mezinárodní letiště a nedaleké město Richmond s downtownem ve Vancouveru a navazuje na SeaBus), trasy lehkého metra SkyTrain.

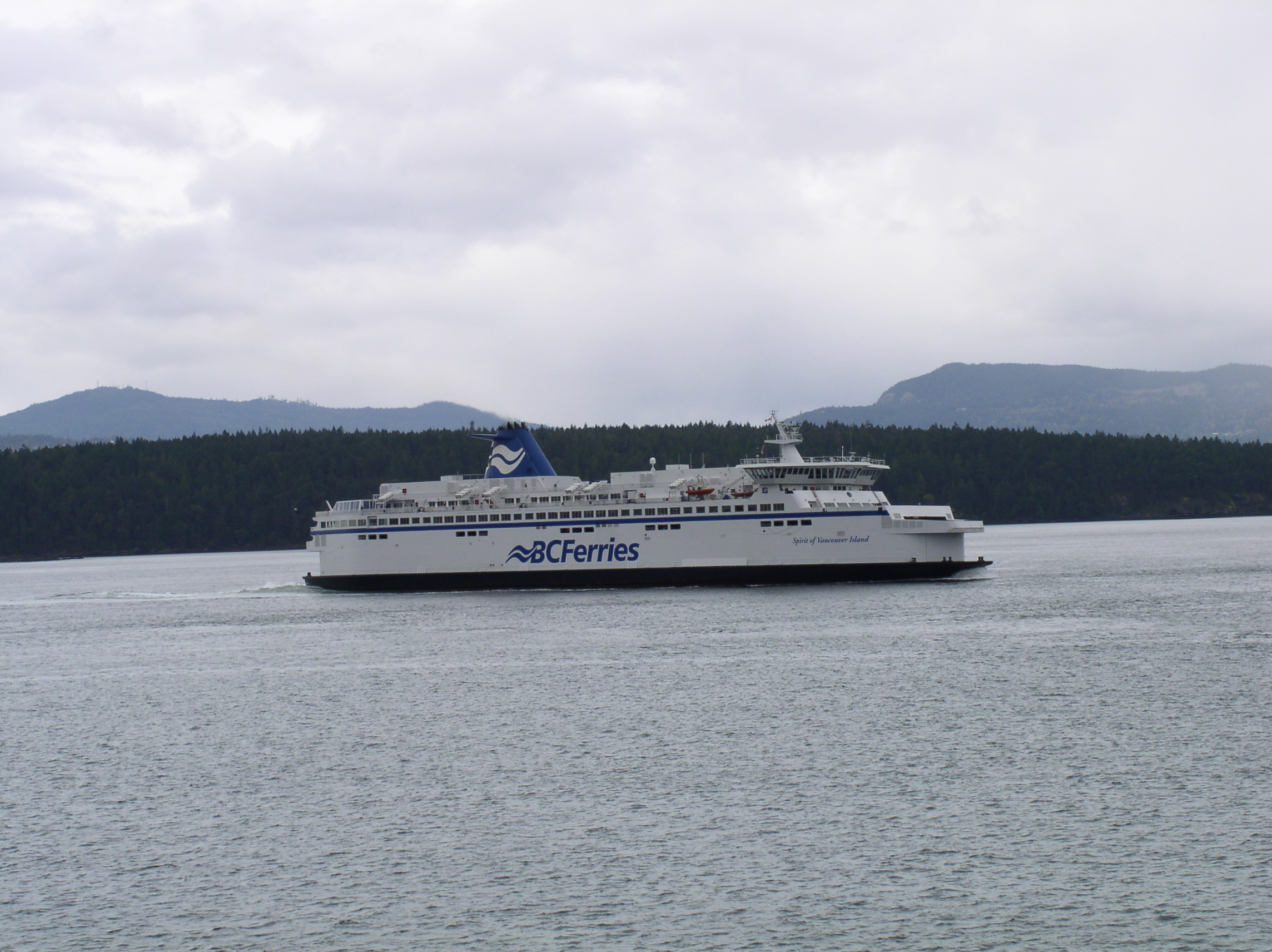
Spirit of Vancouver Island, trajekt společnosti BC Ferries

Z železniční stanice Pacific Central Station směřuje na východ trasa kanadské železnice VIA Rail, na jih do Seattlu kanadsko-americká železnice Amtrak Cascades a do pohoří Rocky Mountains směřuje turisticko-naučná trasa kanadské společnosti Rocky Mountaineer.
Na jih od Vancouveru leží mezinárodní letiště Vancouver International Airport (kód YVR). Toto druhé nejrušnější letiště v Kanadě a druhá největší vstupní brána pro mezinárodní lety na západním pobřeží Severní Ameriky se rozprostírá ve městě Richmond na ostrově Sea Island.
Na letišti sídlí HeliJet, největší letecká společnost zabezpečující přepravu vrtulníky v Severní Americe. Umožňuje pravidelné spojení mezi letištěm a přístavy ve Vancouveru a Victorii. V oblasti se nachází dva terminály pro trajekty společnosti BC Ferries. Jeden stojí na severozápadě v zátoce Horseshoe Bay v obci West Vancouver, druhý se nachází na jihu v obci Delta v její jihozápadní části Tsawwassen.

## Školství

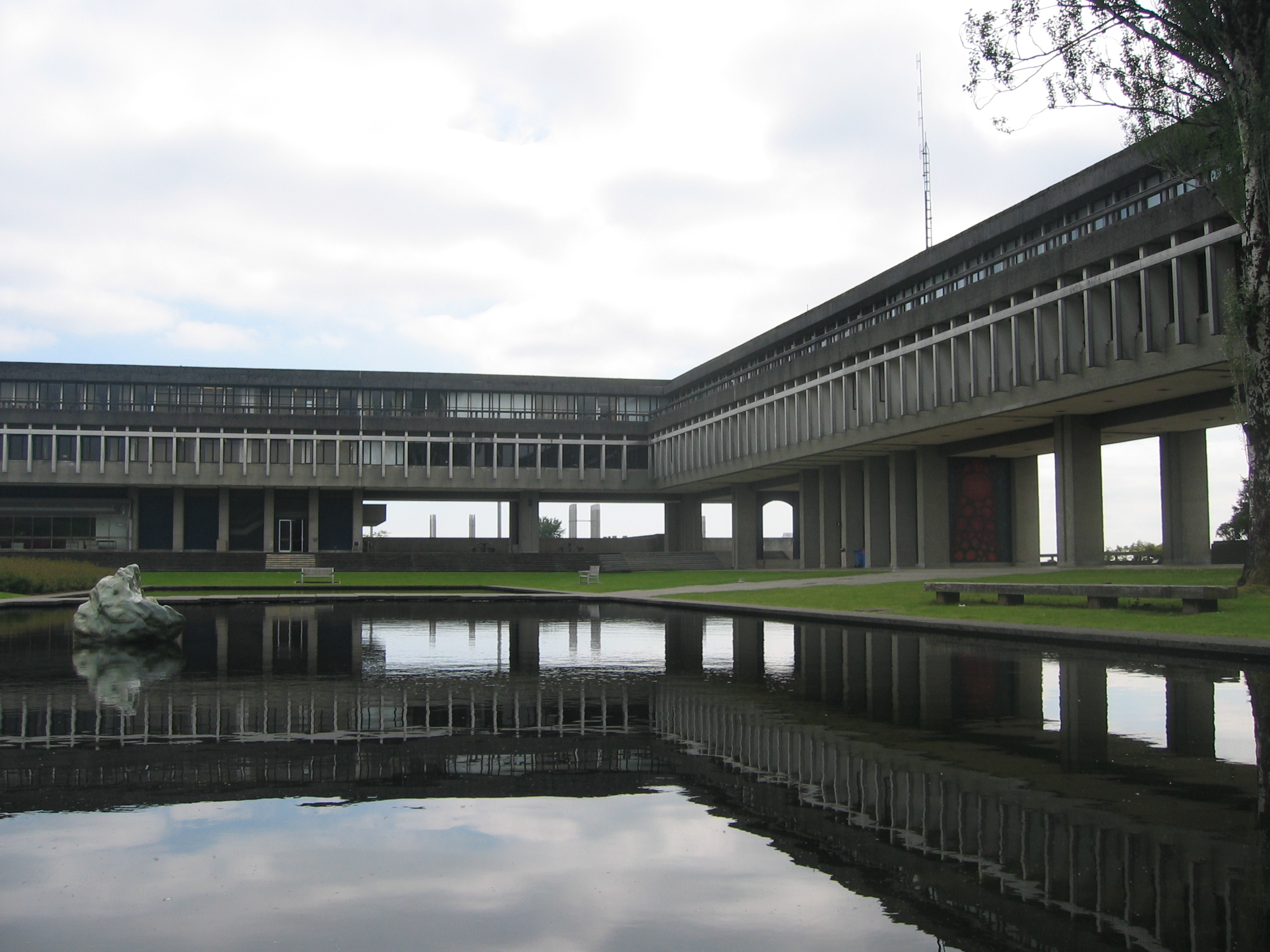
Academic Quadrangle v prostorách Simon Fraser University

Tak jako v jiných částech provincie Britská Kolumbie existuje i ve Vancouveru hodně soukromých škol díky částečným provinčním dotacím – zahrnují se sem církevní školy a školy se zvláštním zaměřením, ve většině z nich se musí platit školné. Tři školy ve městě patří k frankofonní školní oblasti Conseil scolaire francophone de la Colombie-Britannique (CSF).
Na území Vancouveru stojí dvě největší univerzity v oblasti Lower Mainland, Univerzita Britské Kolumbie – University of British Columbia (UBC), založená v roce 1908 a Univerzita Simona Frasera – Simon Fraser University (SFU). UBC se nalézá v Point Grey, v západní části parku Pacific Spirit Regional Park, v oblasti patřící k univerzitě – University Endowment Lands (UEL).

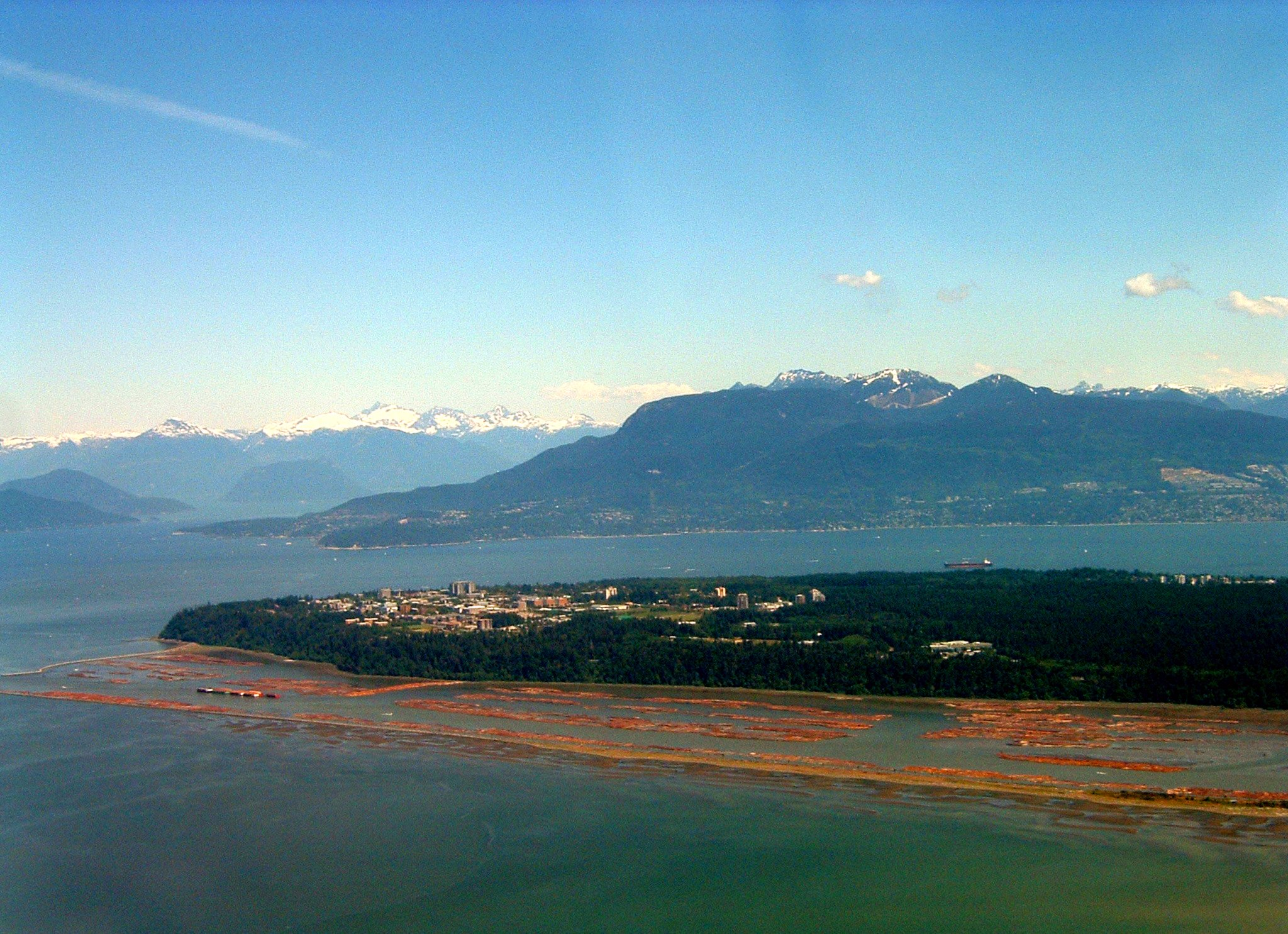
University of British Columbia, po pravé straně je Pacific Spirit Regional Park

 Park v podstatě tvoří zelený pás mezi univerzitou a městem. Areál univerzity spadá k metropolitní oblasti regionálního okresu Velký Vancouver pod označením Electoral Area A, avšak jako nezačleněná oblast v celku Lower Mainland. Z tohoto důvodu není spravován městskou policii, ale je pod správou RCMP. Přesto městský hasičský sbor vykonává svoji práci v UEL na základě smlouvy. Taktéž všechna pošta směřující na univerzitu má jako adresu uvedený Vancouver. UBC má ve městě tři kampusy – jeden v nemocnici Vancouver General Hospital, další na Robson Square a nejmenší v Great Northern Way. Ve městě Kelowna se nachází ještě jeden, známý jako UBC Okanagan. Na fakultách UBC studuje přes 45 000 zapsaných studentů.
Univerzita Simona Frasera stojí ve městě Burnaby. Funguje od roku 1965 a jméno nese po Simonovi Fraserovi. 56 procent financí na provoz jde z daní a 39 procent ze školného. Je domovem zhruba 24 850 studentů, 1095 profesorů a 4621 zaměstnanců univerzity. SFU vlastní tři kampusy. Hlavní se nalézá v Burnaby, další v Harbour Centre a okolních budovách, nese označení SFU Vancouver a poslední ve městě Surrey. Díky moderní architektuře bývá okolí SFU v Surrey častým místem pro natáčení Sci-fi seriálů, jako například Battlestar Galactica a Hvězdná brána.
 V oblasti nalezneme i soukromou křesťanskou univerzitu Trinity Western University (TWU). UBC a SFU mají svoje prostory a fakulty rozmístěné po celém městě, stejně jako British Columbia Institute of Technology, která poskytuje polytechnické vzdělání. Mezi další akademie a univerzity náleží Vancouver Community College, Langara College, umělecké Emily Carr institute of art and design, Studio 58 a Vancouver Film School (VFS).
Koncem roku 2007 přibude k univerzitám soukromá Fairleigh Dickinson University.

## Architektura

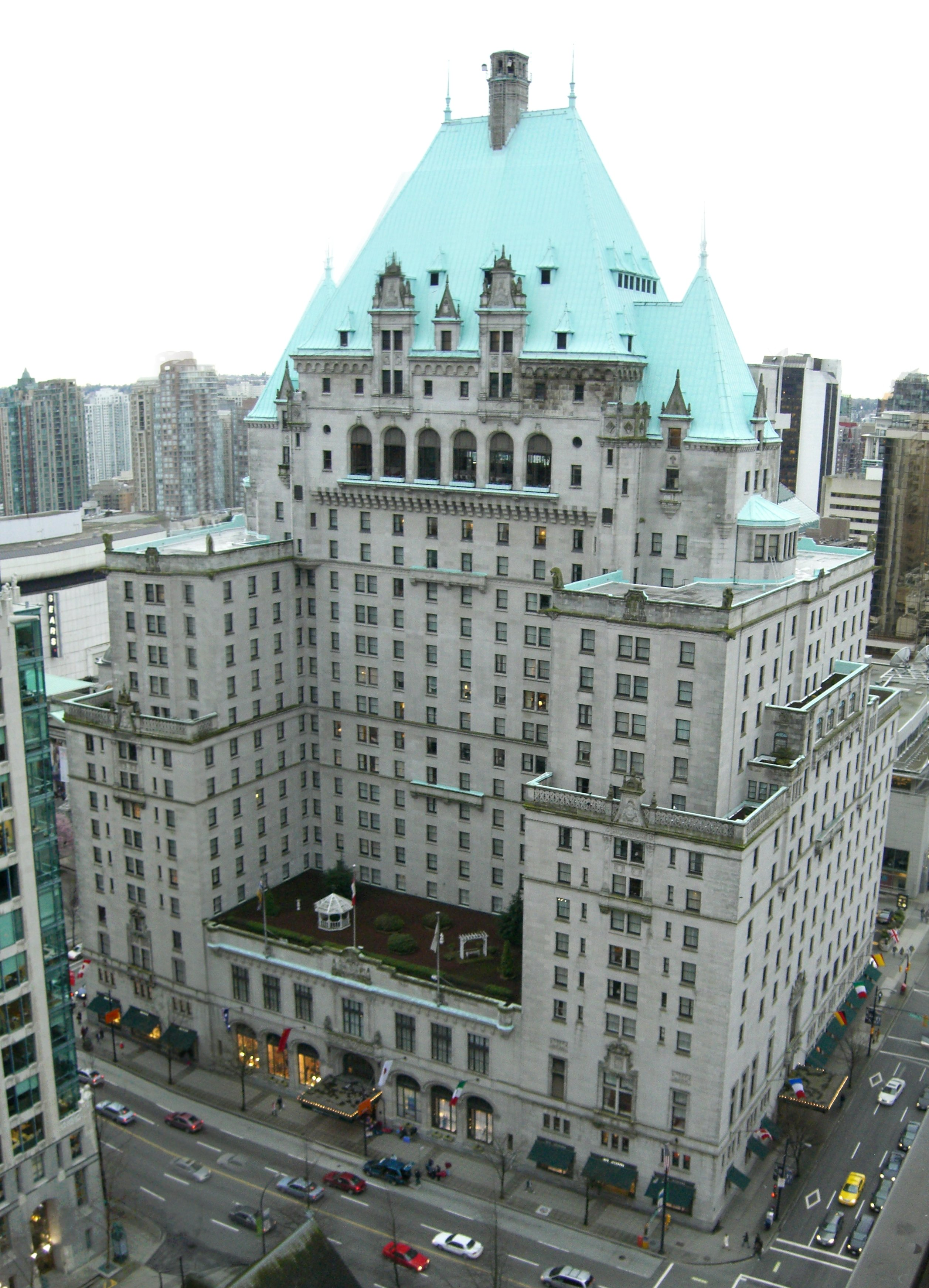
Hotel Vancouver

Mezi významné stavby města patří katedrála Christ Church Cathedral, Hotel Vancouver, Muzeum antropologie, Galerie umění a Univerzita Britské Kolumbie. V oblasti downtownu se nachází několik moderních budov, Harbour Centre, Soudní dvůr města Vancouver s přilehlým náměstím známý jako Robson Square a Veřejná knihovna s náměstím připomínající Koloseum v Římě, která je známa i díky filmům Šestý den a Hra, či seriálům Battlestar Galactica a Smallville.

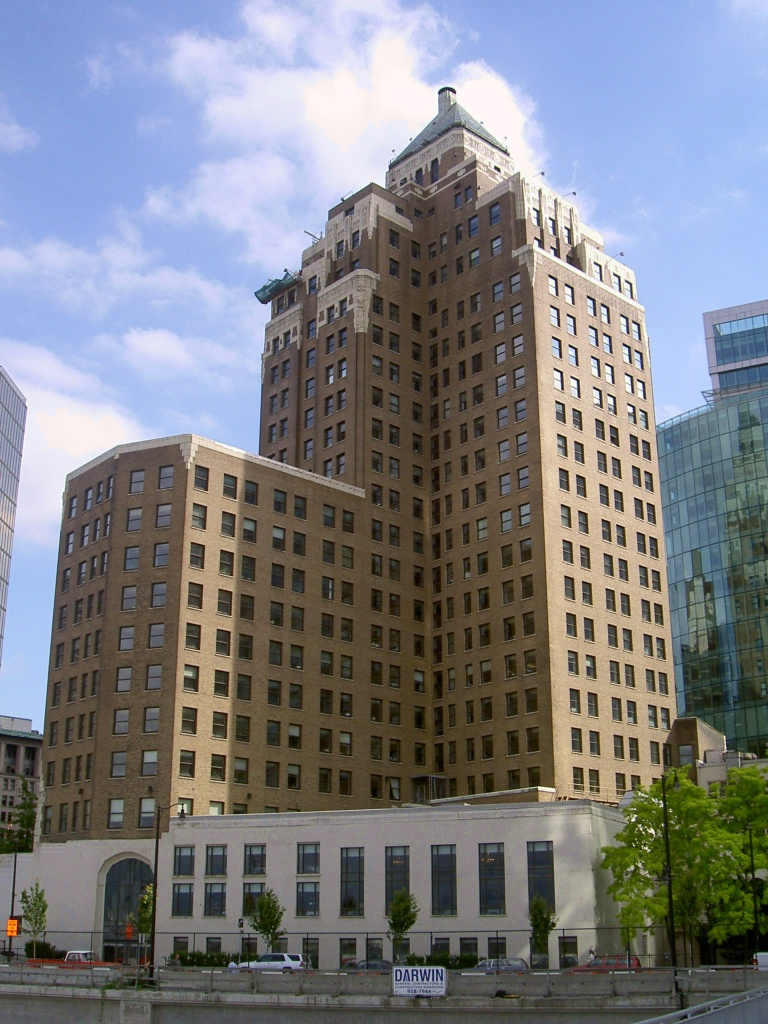
Marine Building

Na rohu ulic Burrard a Nelson stojí bývalá centrála společnosti BC Hydro, nyní obytný dům. V sousedství bývalého kanadského pavilonu z Expa 86, Canada Place se svojí střechou připomínající bílé stany, se od září 2004 rozšiřuje Obchodní a Kongresové centrum, jež bude mít po dokončení v roce 2008 trojnásobně vyšší kapacitu. Během zimní olympiády v roce 2010 zastane funkci hlavního vysílacího střediska pro mezinárodní média. Vedle něho vyrůstá nový hotel s obytnými prostory The Fairmont Pacific Rim, který bude po dokončení dosahovat do výšky 140 metrů. Součástí Kongresového centra je i Cruise Ship Terminal a hotel Pan-Pacific. Dva mrakodrapy dominující výhledu na jih jsou Městská radnice a pavilon Centennial nemocnice Vancouver Hospital.

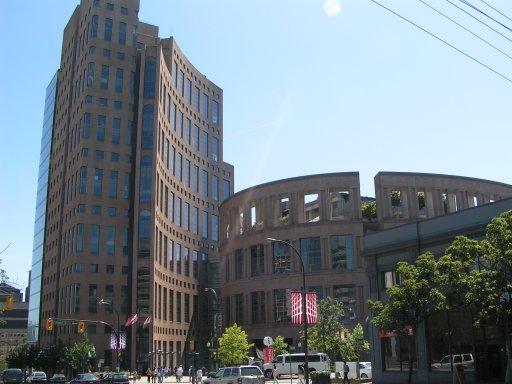
Veřejná knihovna s náměstím

V období před první světovou válkou stály v downtovnu nejvyšší budovy Britského impéria. Patřili mezi ně Province Building, Dominion Building, Sun Tower a Marine Building, postavená ve stylu Art deco. V tomto období byla též postavená Galerie umění – Vancouver Art Gallery.
Mezi nejvyšší budovy ve městě patří mrakodrap One Wall Centre dosahující výšky 150 metrů, o metr méně má Shaw Tower,

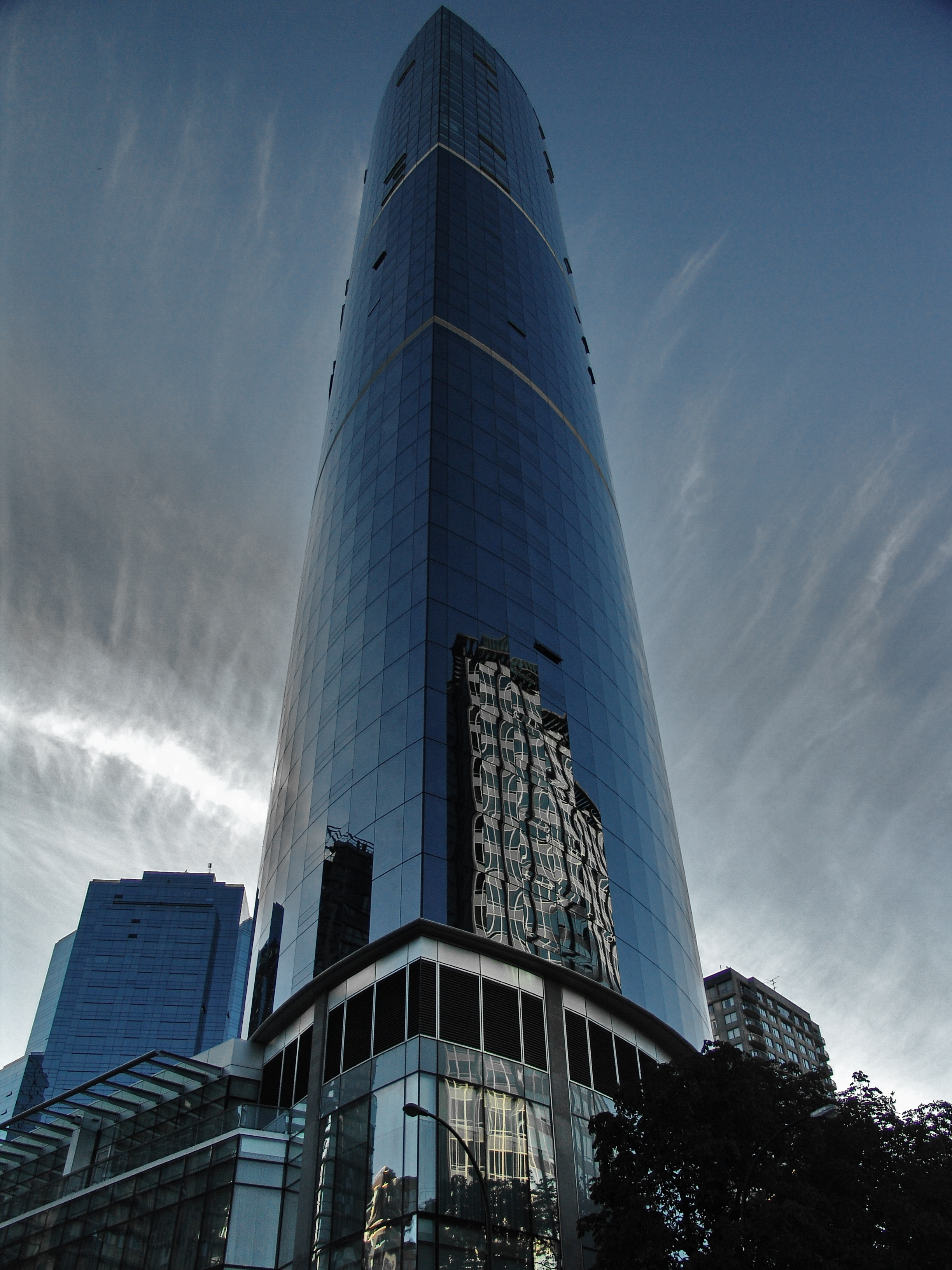
One Wall Centre

Harbour Centre se 146 metry je třetí, Granville Square a Royal Centre se 142 a 141 metry zaujímají čtvrté a páté místo.
Z mrakodrapů momentálně stavěných stojí za zmínku budoucí Living Shangri-La, který po dokončení dosáhne 197 metrů a bude nejvyšší budovou ve městě.
Městská radnice schválila v roce 1990 směrnici View Protection Guidelines, s cílem zavést v downtownu omezení výšky mrakodrapů na 91 metrů, aby se zachoval výhled na pohoří North Shore. Někteří lidé si však mysleli, že silueta města je plochá a chybí jí vizuální přitažlivost. Po vypracovaní studie v roce 1997, která konstatovala, že siluetě města by změna prospěla, Městská rada změnila k dané problematice postoj. Studie z roku 1997 určila, že v downtovnu mají 5 míst, kde by budovy mohly přesáhnout limit o 137 metrů a dvě místa, kde by se limit dal překročit o 122 metrů. V současnosti je už pět míst ze sedmi vytipovaných zastavěno, nebo na nich právě probíhá výstavba nových výškových budov.

## Umění a kultura
Ve městě se nachází velký počet muzeí a galerií. Trvalá sbírka galerie umění čítá přes 7900 exponátů, jejichž hodnota je oceněná na 100 milionů kanadských dolarů (CAD). Muzeum antropologie umístěné v prostorách UBC slouží jako hlavní muzeum pro kulturu indiánů severozápadního pobřeží.

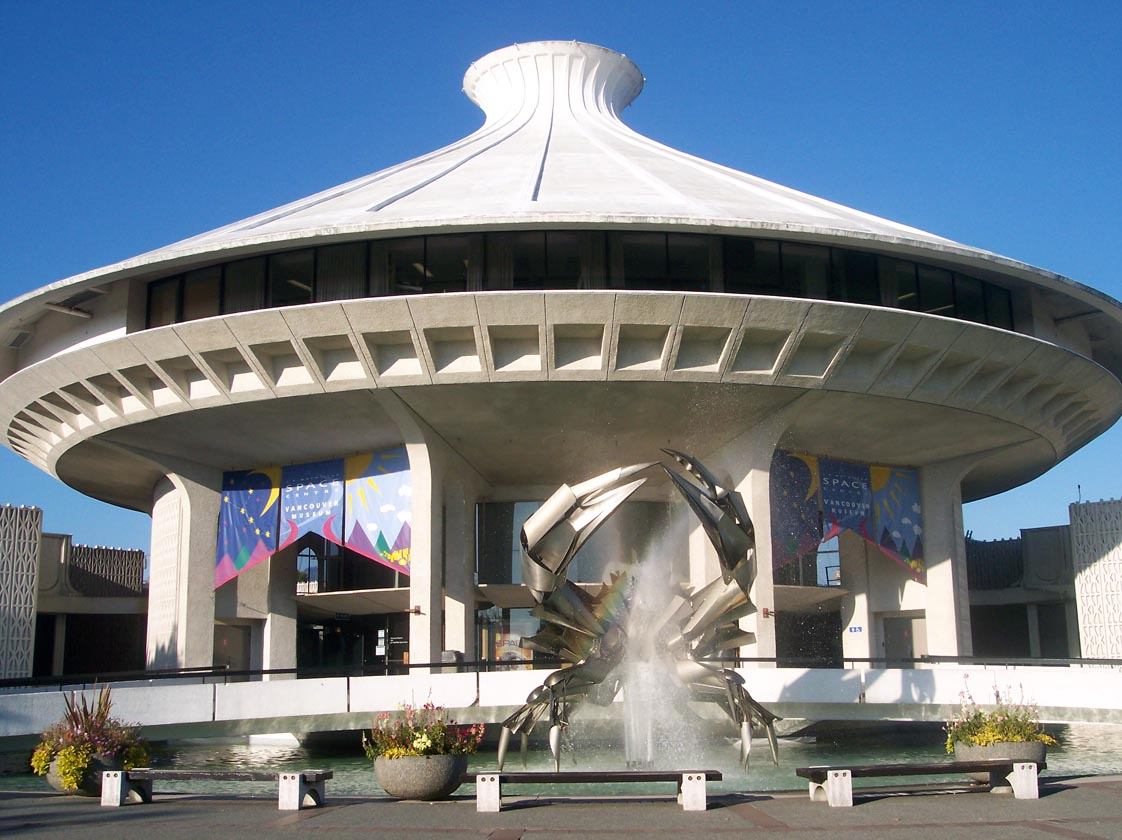
Vancouver Museum nacházející se v prostorách astronomického muzea H.R. MacMillan Space Centre

 Námořní muzeum Vancouver Maritime Museum vlastní St. Roch, první loď, které se podařilo přeplavat z Atlantského do Tichého oceánu Severozápadním průjezdem. Vancouver Museum je největším civilním muzeum v Kanadě. Ve Vancouveru existuje i interaktivní muzeum Science World.

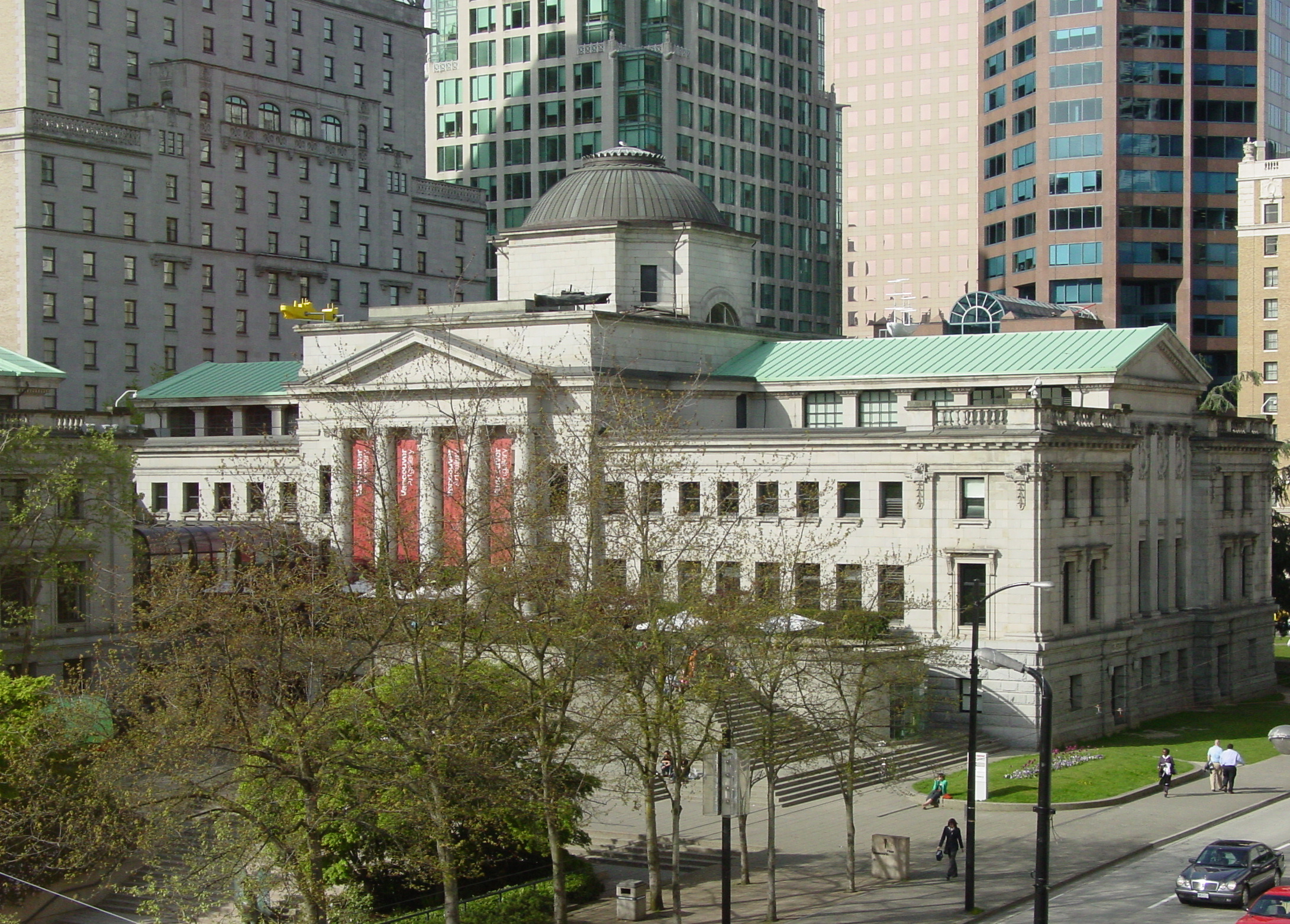
Galerie umění

Mezi významné divadelní společnosti se zahrnují Arts Club Theatre Company, Vancouver Playhouse Theatre Company a Bard on the Beach. Medi menší patří Studio 58, Touchstone Theatre, Carousel Theatre a United Players of Vancouver. Ve městě působí i Theatre Under the Stars – Divadlo pod hvězdami vystupující v létě ve Stanley Parku. Vancouver každoročně pořádá Mezinárodní filmový festival a Festival alternativního divadla Fringe Festival.
Velké koncerty se většinou konají v Rogers Arena, Divadle Královny Alžběty, na stadionu BC Place a v Pacific Coliseum. Menší koncerty pak v Plaza of Nations, divadlech Orpheum a Vogue. K významným hudebním festivalům pořádaným ve Vancouveru patří Mezinárodní jazzový festival a Festival lidové hudby.
Ve městě sídlí i opera a dva profesionální orchestry, Rozhlasový orchestr CBC a Symfonický orchestr Vancouveru.
Indická a početná čínská populace ve Vancouveru mají několik svých hvězd. Někteří z indo-kanadských umělců si vytvořili jméno i v Bollywoodu a v jiných odvětvích indického zábavního průmyslu.
Noční život byl ve Vancouveru v porovnání s jinými městy poměrně omezený díky brzké zavírací době pro bary a noční kluby. Neochota úřadů dovolit jejich delší otvírací dobu se od roku 2003 začíná měnit a město začalo experimentovat s pozdější zavírací dobou, uvolnilo regulaci a projevilo snahu vytvořit z centra downtownu zábavní čtvrť, zejména v okolí Granville street.

## Turistika
Mírné klima a blízkost hor, řek, jezer a oceánu dělá z města populární cíl turistů a sportovců. Projevuje se to i na jeho obyvatelích, Vancouver má po městech Toronto, Montreal a Halifax čtvrtou nejštíhlejší populaci v Kanadě.

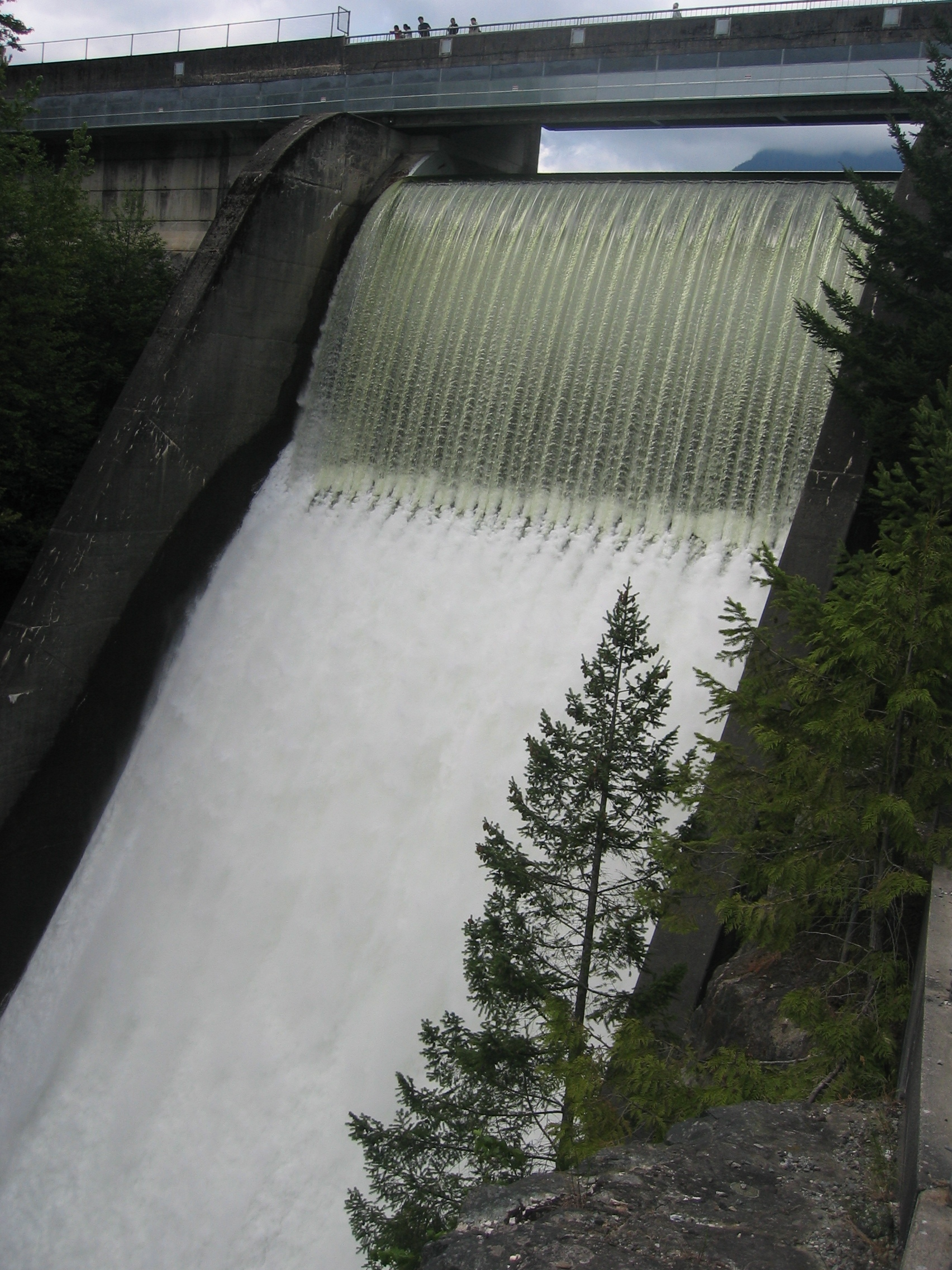
Clevelandova přehrada

Ve Vancouveru existuje přes 1 298 hektarů parků. Se 404 hektary je největší Stanley Park.

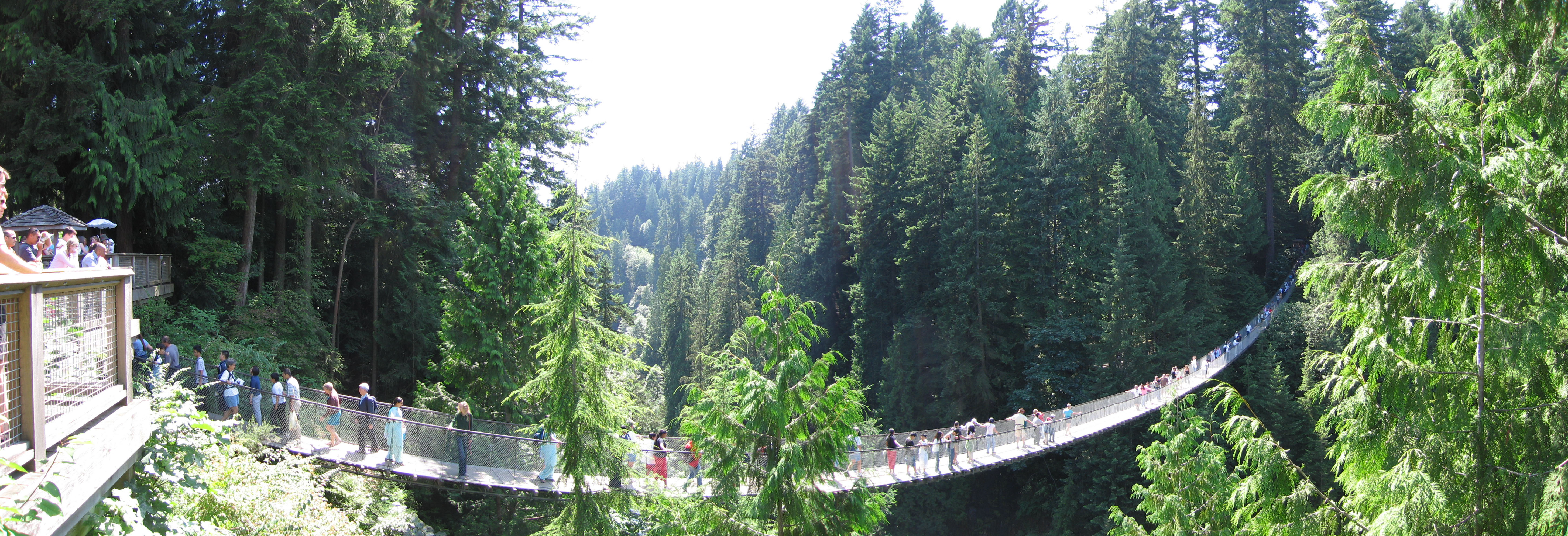
Visutý most Capilano

V metropolitní oblasti taktéž leží několik velkých pláží, které na sebe mnohdy navzájem navazují. Největší seskupení pláží se táhne od pobřeží Stanley Parku, od False Creeku, až po oblast univerzity Britské Kolumbie. Mezi 18 kilometrů pláží ve městě patří First beach, Jericho, Kitsilano beach, Second beach, Spanish bank east, Locarno, Spanish bank west, Spanish bank expansion, Third beach a Sunset. U pláží je možné provozovat mnoho vodních sportů, město si oblíbili nadšenci do člunů a jachet.
V pohoří North Shore leží tři lyžařsky oblíbené hory se sjezdovkami, Cypress Mountain, Grouse Mountain a Mount Seymour. Všechny jsou vzdálené asi 30 minut cesty autem od downtownu. Skrz pohoří vedou světoznámé cesty pro horskou cyklistiku. Řeky Capillano, Seymour a záliv Lynn (Lynn Creek), vzdálené od downtownu 20 minut autem nabízí výzvu pro milovníky raftingu a kajaku. Mezi oblíbené turistické místo patří i cesta nad Clevelandovou přehradou a visutý most Capilano Suspension Bridge, klenoucí se nad řekou Capilano v oblasti North Vancouver. Most má délku 136 metrů a tyčí se do výšky 70 metrů nad hladinu řeky. Ročně ho navštíví přes 800 000 turistů.
V květnu město pořádá každoroční maraton, 10kilometrový běh Vancouver Sun Run se běží každý duben.
126 kilometrů od Vancouveru leží lyžařský rezort Whistler Blackcomb vyhlášený časopisem Sky Magazine za nejlepší lyžařské středisko na světě. Rozprostírá se na ploše 3 307 hektarů, což ho činí největším lyžařským rezortem v Severní Americe. V roce 2010 se zde spolu s městy Whistler a Vancouver konaly Zimní Olympijské Hry.

## Sport

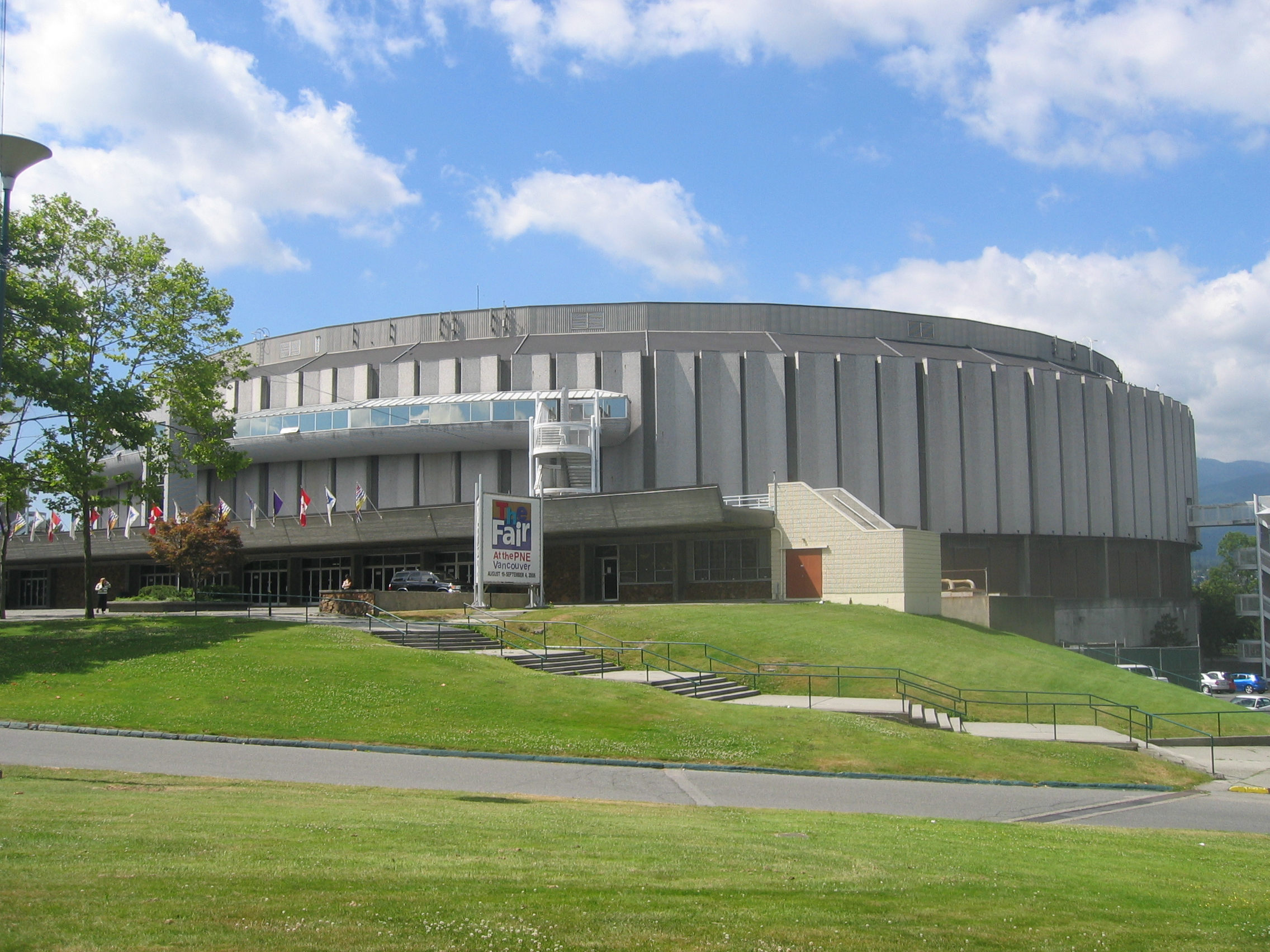
Hokejový stadion Pacific Coliseum, v kterém hraje domácí zápasy Vancouver Giants

Ve Vancouveru existuje dlouholetá sportovní tradice.

- Lední hokej

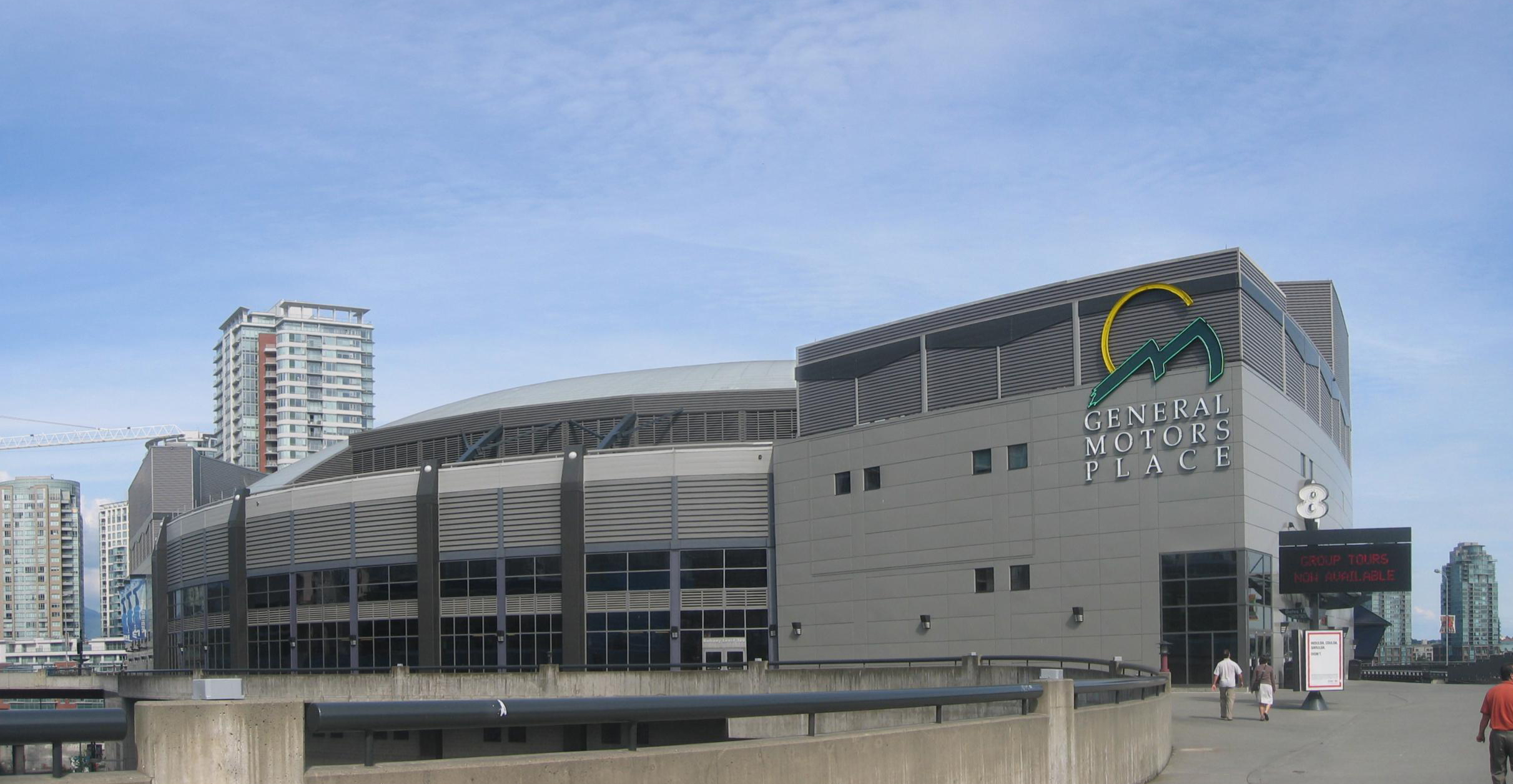
Hokejový stadion Rogers Arena, kde hraje Vancouver Canucks

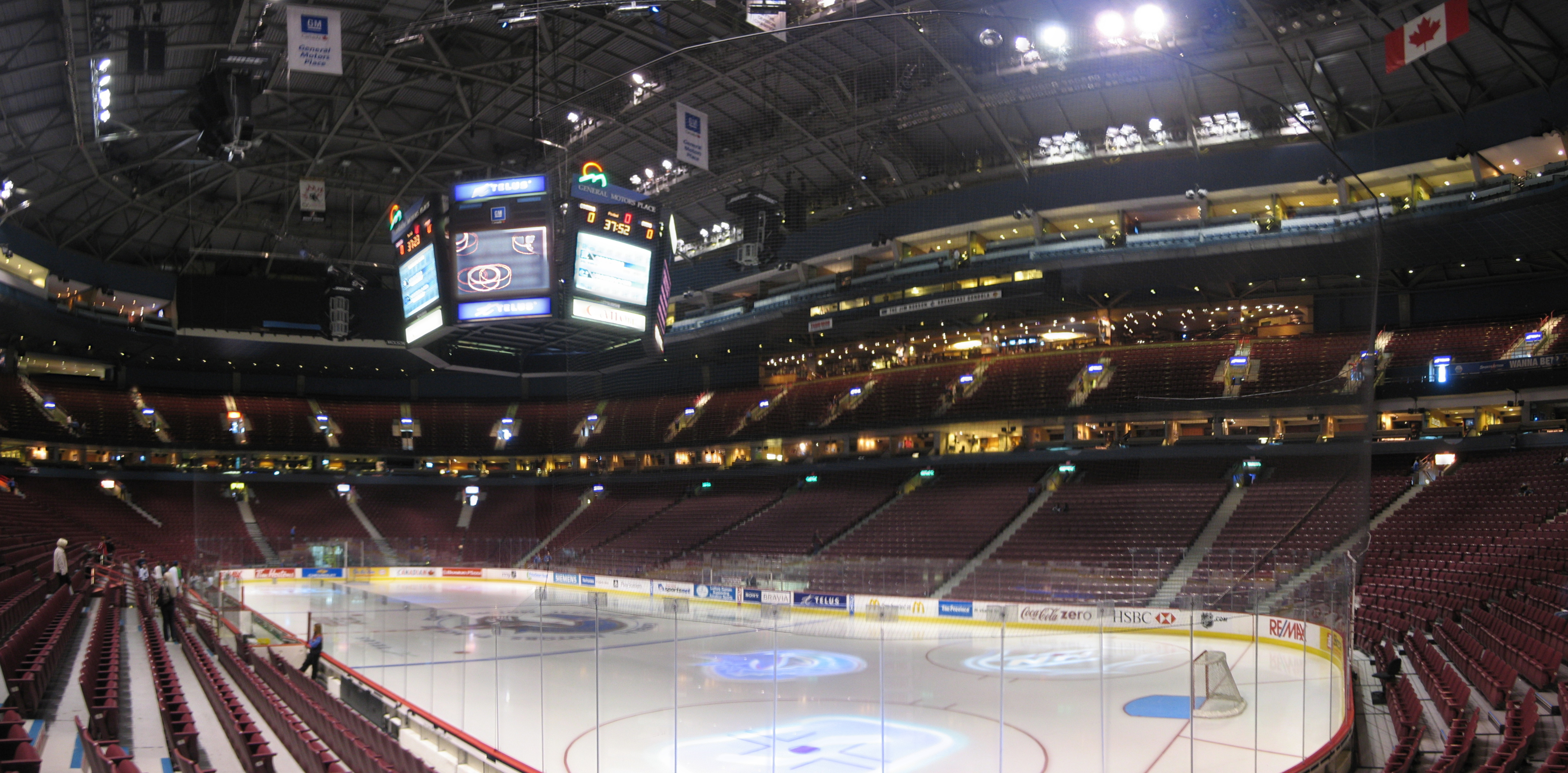
Vnitřní prostory hokejového stadionu GM Place

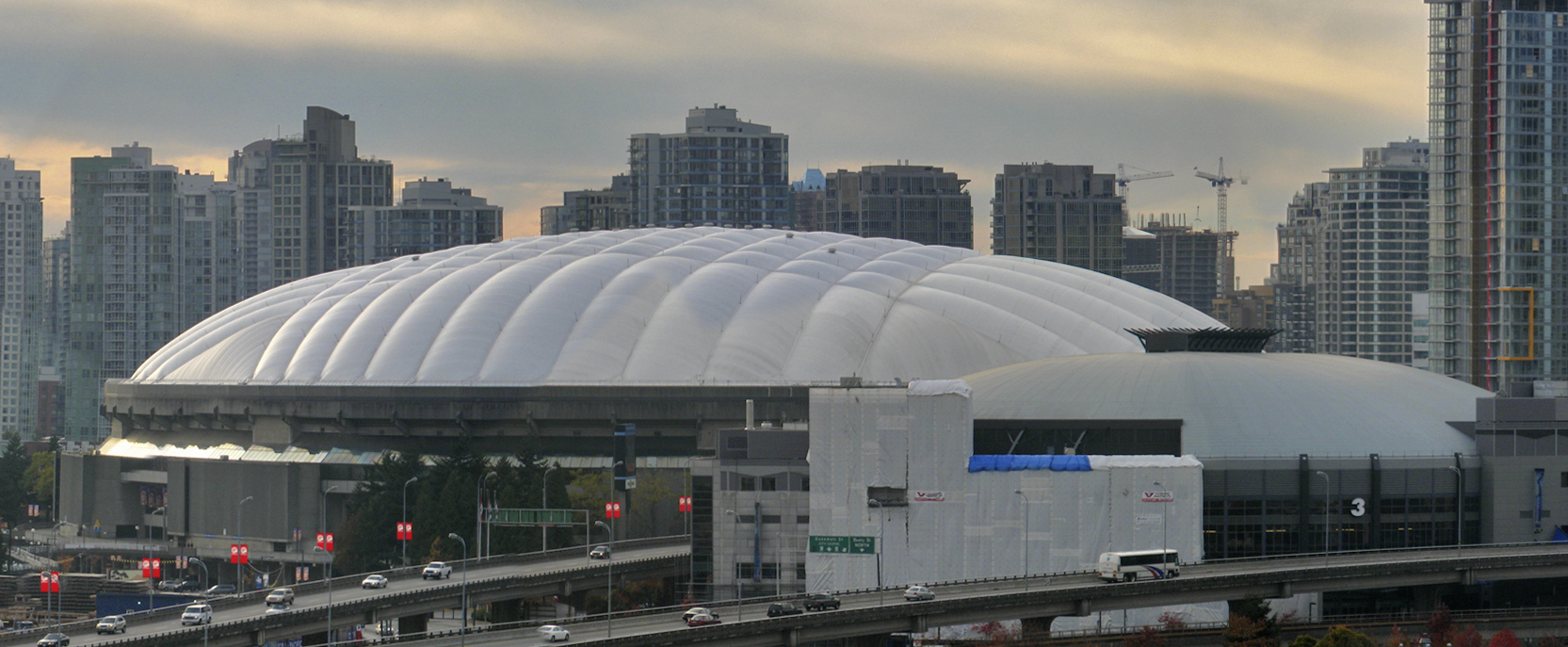
Stadion BC Place, domov týmu amerického fotbalu British Columbia Lions

Město je domovem klubu Vancouver Canucks hrajícího profesionální hokej v Severozápadní divizi NHL.
Juniorský tým Vancouver Giants hraje Western Hockey League. 27. května 2007 vyhrál finále Memorial Cupu a získal titul náležící nejlepšímu týmu z kanadských juniorských soutěží OHL, QMJHL a WHL.
Začátkem 20. století ve městě fungoval hokejový klub Vancouver Millionaires, hrál Pacific Coast Hockey League a v roce 1915 vyhrál Stanley Cup.

- Basketbal

Od roku 1995 působili Grizzlies jako jeden ze dvou kanadských basketbalových klubů v NBA. Grizzlies byli v roce 2001 prodáni a přestěhovali se do Memphisu.

- Baseball

Ve městě se nachází klub Vancouver Canadians, působící v Severozápadní lize.

- Americký fotbal

Profesionální klub amerického fotbalu BC Lions hraje v Kanadské fotbalové lize – CFL. 19. prosince 2006 vyhráli Grey Cup, cenu, která se uděluje vítězi ligy.

- Fotbal

Od roku 1974 působí ve městě profesionální fotbalový tým, Whitecaps F.C., až do zániku NASL v roce 1984. O dva roky později se zformoval nový tým, 86ers. V roce 2001 se tým přejmenoval na Whitecaps a v roce 2003 zpět na Whitecaps F.C. Tým sjednotil mužské, ženské a mládežnické týmy pod jednu organizaci. Whitecaps hrají v První divizi fotbalové ligy USL. Od sezony 2011 bude klub hrát severoamerickou profesionální soutěž Major League Soccer. 

- Galský fotbal

Galský fotbal je druh míčové hry, kterou hrají hlavně v Irsku a v irsky mluvících oblastech. Vancouver Harps hraje v Západokanadské divizi. Klub má mužský a ženský tým. Muži vyhráli dvakrát po sobě Mistrovství západní Kanady v letech 2005 a 2006.
Vancouveru je od roku 1994 dějištěm každoročního mistrovství Severní Ameriky ve skateboardingu, Slam City Jam.
V roce 2010 se Vancouver stal dějištěm XXI. zimních olympijských her.

### Současné sportovní týmy
| Klub                   | Sport           | Liga                                       | Stadión            |
| ---------------------- | --------------- | ------------------------------------------ | ------------------ |
| Vancouver Canucks      | Lední hokej     | National Hockey League                     | Rogers Arena       |
| British Columbia Lions | Americký fotbal | Canadian Football League                   | BC Place Stadium   |
| Vancouver Canadians    | Baseball        | Northwest League                           | Nat Bailey Stadium |
| Vancouver Giants       | Lední hokej     | Western Hockey League                      | Pacific Coliseum   |
| Vancouver Whitecaps FC | Fotbal          | Major League Soccer (muži) W-League (ženy) | BC Place Stadium   |

### Bývalé sportovní týmy
| Klub                             | Sport       | Liga                             | Stadion              | Status            |
| -------------------------------- | ----------- | -------------------------------- | -------------------- | ----------------- |
| Vancouver Grizzlies (1995––01)   | Basketbal   | National Basketball Association  | General Motors Place | Memphis Grizzlies |
| Vancouver Millionaires (1911–26) | Lední hokej | Pacific Coast Hockey Association | Denman Arena         | zanikl            |
| Vancouver Ravens (2001–04)       | Lakros      | National Lacrosse League         | General Motors Place | zanikl            |
| Vancouver Voodoo (1993–96)       | Rolhokej    | Roller Hockey International      | The Agridome         | zanikl            |

## Kolébka Greenpeace
Město Vancouver je také kolébkou mezinárodní ekologické organizace Greenpeace. V roce 1969, několik dní po pokusném atomovém výbuchu Milrow na ostrově Amčitka v souostroví Aleuty u západního pobřeží Aljašky, zde vznikla organizace Don't Make A Wave Committee, jež se rozhodla bojovat proti provádění dalších testovacích výbuchů atomových zbraní, které se Spojené státy chystaly provést. 15. září 1971 aktivisté vypluli na rybářské lodí Phyllis Cormack už pod jménem Greenpeace (Zelený mír), který měl vyjadřovat zájem o přírodu i touhu zbavit svět jaderné hrozby, aby protestovali proti americkým atomovým testům na Amchitce, která byla útočištěm tisíců ohrožených vyder mořských, orlů, sokolů stěhovavých a dalších divokých zvířat, ale také leží v epicentru častých zemětřesení. Protestní plavba sice nezabránila třetímu pokusnému výbuchu nazvanému Cannikin, ke kterému došlo 6. listopadu 1971, ale vyvolala velký ohlas u veřejnosti a vedla k rozvoji organizace Greenpeace.

## Media
Pacific Newspaper Group Inc. vydává dvoje největší noviny v anglickém jazyce, The Vancouver Sun a The Province. Mezi další noviny v oblasti patří bezplatné Metro, 24 Hours a Vancouver Courier. Nezávislá periodika jsou The West Ender, The Georgia Straight, The Republic a Only. Rozhlasové stanice se zpravodajstvím vysílající ve městě a okolí jsou CBC Radio One, CKNW a CKWX. Ve Vancouveru vysílají tyto televizní stanice – veřejnoprávní CBC, dále CityTV, Global TV, Channel M a CTV (Channel 9).

## Osobnosti
- Dorothy Stratten (1960–1980), modelka, playmate a herečka
- Michael Shanks (* 1970), herec
- Paul Kariya (* 1974), bývalý kanadský profesionální hokejista
- Ryan Reynolds (* 1976), herec
- Emily Perkins (* 1977), kanadská herečka
- Paul Campbell (* 1979), herec
- Hayden Christensen (* 1981), kanadský herec
- Cobie Smulders (* 1982), herečka a bývalá modelka
- Seth Rogen (* 1982), stand-up komik, herec, producent a režisér
- Ashleigh McIvorová (* 1983), bývalá skikrosařka, mistryně světa a zlatá olympijská medailistka
- Mackenzie Davisová (* 1987), herečka
- Carey Price (* 1987), kanadský hokejový brankář
- Milan Lucic (* 1988), kanadský profesionální hokejista
- Evander Kane (* 1991), kanadský hokejový útočník
- Alexander Ludwig (* 1992), herec
- Melissa Roxburgh (* 1992), herečka
- Finn Wolfhard (* 2002), herec
- Jacob Tremblay (* 2006), herec

## Partnerská města
Vancouver se jako první město v Kanadě připojil k mezinárodnímu systému partnerských měst. Mezi partnerská města Vancouveru patří:
- Edinburgh, Spojené království (1978)
- Jokohama, Japonsko (1965)
- Kanton, Čína (1985)
- Los Angeles, Spojené státy americké (1986)
- Oděsa, Ukrajina (1944)